# Tachtigjarige Oorlog
De Tachtigjarige Oorlog was de opstand van de Zeventien Provinciën tegen drie opeenvolgende koningen van het Spaanse Rijk: Filips II, Filips III en Filips IV. Het conflict begon als een bestorming van katholieke gebouwen door protestantse groepen: de Beeldenstorm (1566). Filips II stuurde de hertog van Alva naar de Nederlanden, om de rust terug te brengen en het katholicisme op te leggen als staatsgodsdienst. Edellieden zoals Willem van Oranje vluchtten naar het Heilige Roomse Rijk om van daaruit het verzet te organiseren. De eerste offensieven waren Oranjes eerste invasie (1568) en Oranjes tweede invasie (1572). Toch kon alleen het graafschap Holland onafhankelijk blijven, mede dankzij het gebruik van inundaties. Dit zelfstandige gebied kon zich langzaam uitbreiden, waarna het uitgroeide tot de Republiek der Zeven Verenigde Nederlanden. Na decennia van strijd moest Spanje de onafhankelijkheid van de Republiek erkennen, terwijl de Zuidelijke Nederlanden onder Habsburgs gezag bleven (Vrede van Münster, 1648).

## Voorgeschiedenis

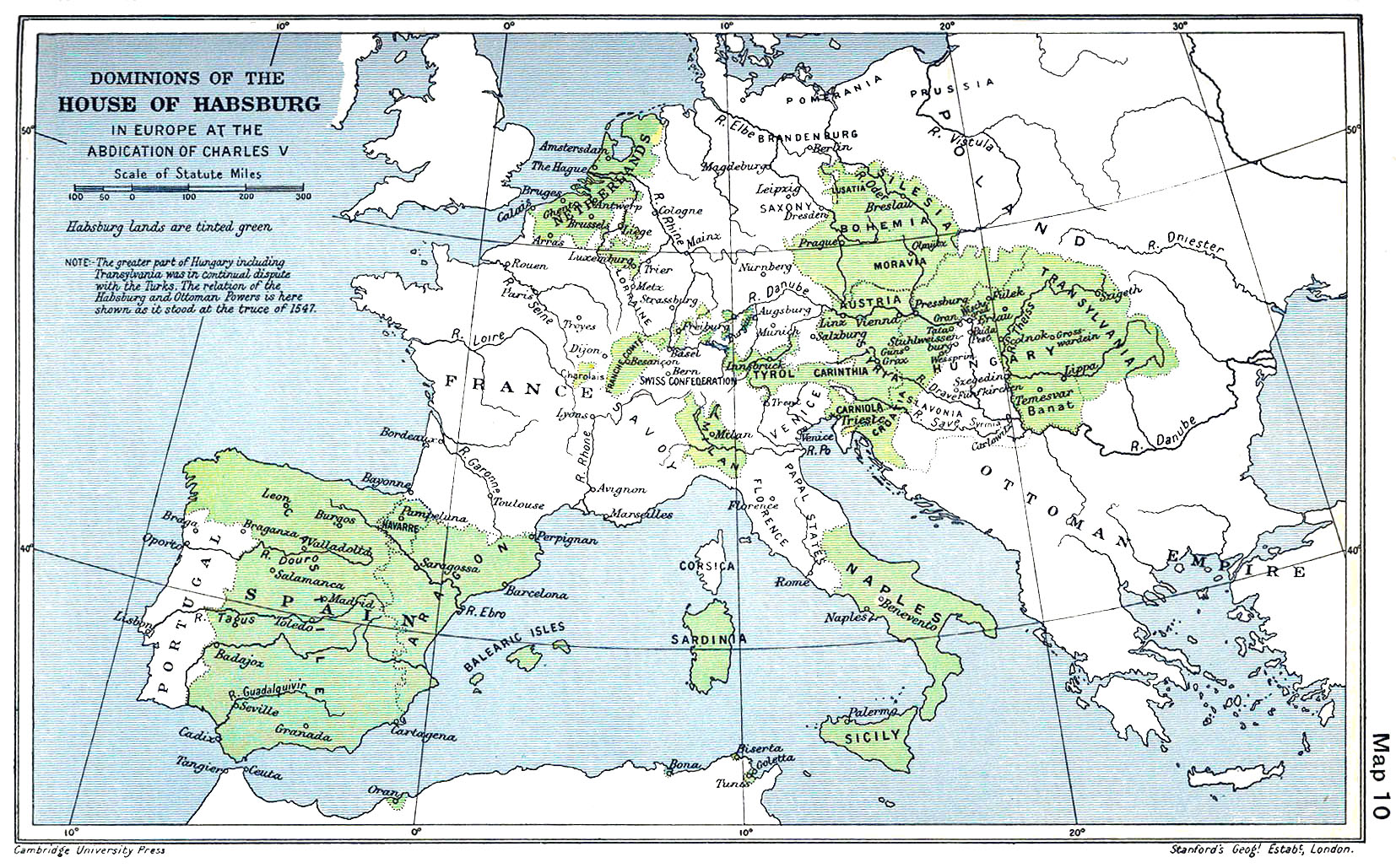
De omvang van het Spaanse Rijk in 1547

De benaming "Nederlanden" of "Lage Landen" is een aardrijkskundige benaming voor het gebied waarin nu Nederland, België, Luxemburg en (het voormalige) Nord-Pas de Calais liggen. Omstreeks 1500 was er echter nog geen sprake van zoveel staatkundige eenheid; toen bestonden er een twintigtal "Nederlanden" die elk hun eigen instellingen en wetgeving hadden. Iedereen identificeerde zich voornamelijk met zijn eigen stad, streek of gewest. Wel waren de landsheren erin geslaagd, bepaalde gewesten in een personele unie te brengen: de Bourgondische Nederlanden en later Habsburgse Nederlanden. Die personele unie om te vormen tot een staatkundig geheel, betekende dat de regionale overheden hun macht zouden moeten afstaan aan een centrale overheid. Reeds in de Bourgondische periode waren die pogingen zonder succes gebleven, wegens felle protesten van de bestaande instellingen en van de adel. Ook het invoeren van een centrale belasting leek onmogelijk; de landsheer moest telkens aan de regionale overheden vragen om geld. Wel werden in 1531 de Collaterale Raden opgericht, als adviserend orgaan voor de landsheer van de Nederlanden.
Omstreeks 1550 behoorden zeventien gewesten tot de personele unie, vanwaar de benaming "Zeventien Provinciën". De personele unie bestond toen in hoofde van Karel V, de koning van het Spaanse Rijk en keizer van het Heilige Roomse Rijk. Op dat moment werd enkel de katholieke belijding van het christendom uitgeoefend in Europa, hoewel er in de middeleeuwen bijna voortdurend bewegingen bestonden die streefden naar een "zuivere" vorm van het christendom, waarbij men teruggreep op de Bijbel en minder gezag toekende aan de lezing van de paus en de bisschoppen. Gedurende de 16e eeuw kwam de Reformatie op. Het katholicisme verloor verder aan terrein door de verspreiding van het humanisme. De gevestigde Kerk werd steeds verder ondermijnd. De landsheren in Europa beseften dat het wegvallen van "de enige Kerk" zou leiden tot een verminderde maatschappelijke hiërarchie, en dat er conflicten konden ontstaan tussen religieuze groeperingen. Hoe meer de Reformatie opkwam, hoe harder de vervolging werd. In de Nederlanden kreeg de Reformatie vooral na 1550 aanhang, niet alleen onder de bevolking maar ook binnen de politieke en culturele elite.

## Oplopende spanningen

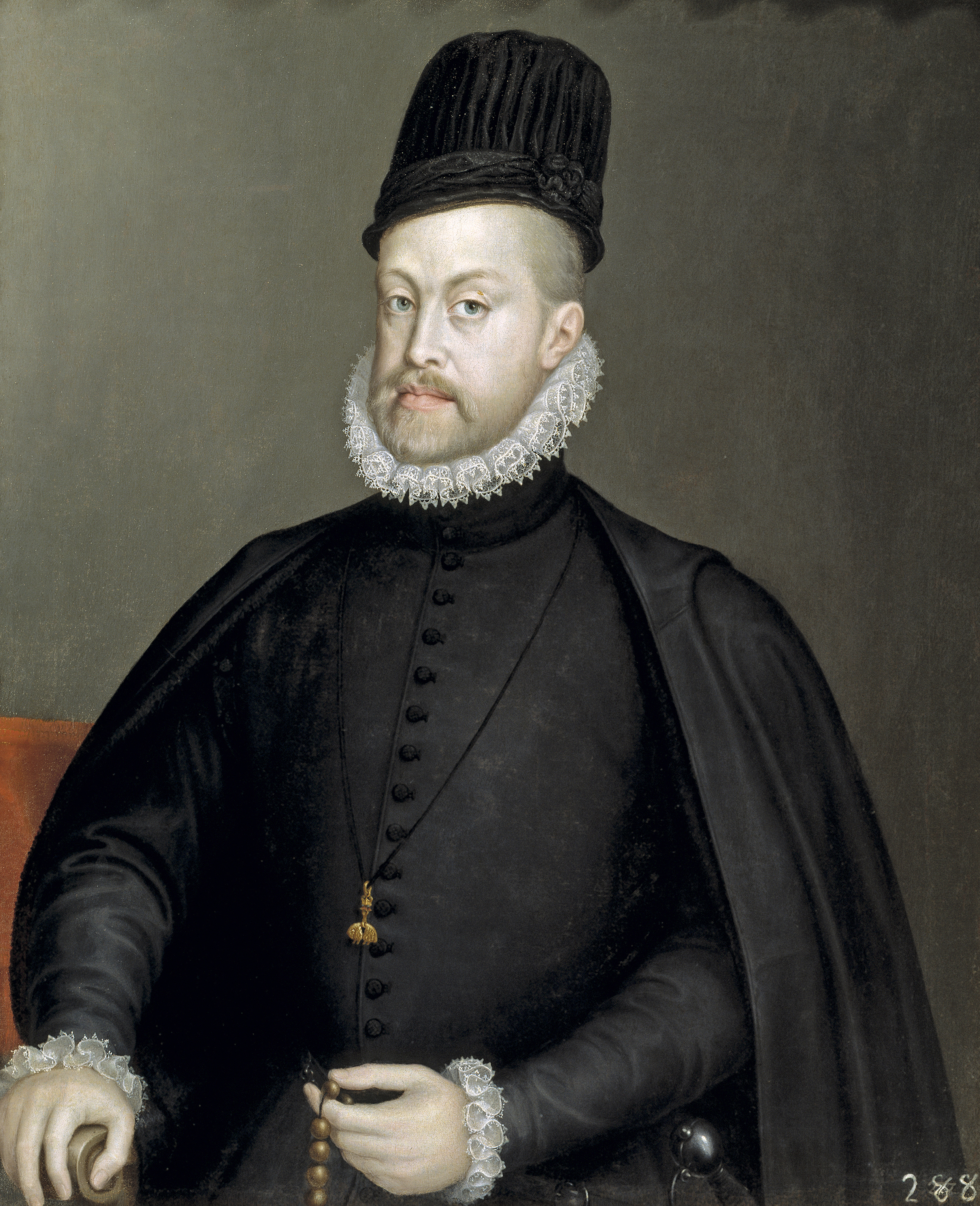
Filips II, koning van Castilië en Aragon (Spanje) en heer der Nederlanden.

In de jaren 1520 kwam in de Zuidelijke Nederlanden een  nieuwe christelijk religieuze stroming tot bloei, het anabaptisme (doopsgezinden). Vooral in het Westkwartier van het graafschap Vlaanderen kreeg deze overtuiging steeds meer voet aan de grond, onder meer omdat er een proletariaat was ontstaan (hoofdzakelijk in de steden Hondschote, Armentiers, Valencijn en Ieper). Vanwege de onzekere politieke (Oorlog van de Liga van Cognac, 1526-1530) en religieuze woelingen van die dagen was de aanvoer van wol vanuit Engeland opgedroogd, waardoor de lakenindustrie in het slop was geraakt.
De afwezigheid van de gildenstructuur zoals die bestond in steden als Brugge en Gent leidde tot onvrede bij het proletariaat. De sociale ideeën van de anabaptisten zoals de herverdeling van goederen spraken velen aan. Omdat de onderdrukking van wederdopers toenam, vluchtten ze vanaf 1530 naar Antwerpen, Engeland en Friesland. De repressie nam toe nadat wederdopers in 1534 in Münster de bisschop hadden verdreven. Toen de dopersopstand in Münster rampzalig afliep in 1535 en de overheid streng optrad, verloren zij hun revolutionaire karakter en werden vreedzamer onder leiding van Menno Simons en daardoor mennonieten genoemd.
In het zuiden begon vervolgens de populariteit van een nieuwe protestantse stroming die was overgewaaid uit Frankrijk, het calvinisme, toe te nemen. De repressie richtte zich nu op deze stroming, die vooral opdook vanaf 1540 rond Doornik, Valencijn en Rijsel, later volgden de lakennijverheidscentra Hondschote, Sint-Winoksbergen en Duinkerke in de Vlaamse Westhoek en tot slot enkele 'gemeenten onder het kruis': schuilkerken in steden zoals Gent ('Het Zwaard'), Brussel ('De Zon') en Antwerpen ('De Wijnstok'). Vanaf 1540 weken de protestanten ook uit naar Duitsland om te ontkomen aan geloofsvervolging. De overheid in de Nederlanden vaardigde daarop steeds strengere edicten uit en in 1545 werd de inquisitie in de Nederlanden uitgebreid en gereorganiseerd met provinciale inquisiteurs (zoals Pieter Titelmans in Vlaanderen). In 1550 kondigde Karel V het Bloedplakkaat af tegen de ketters.
De harde aanpak van protestanten, de toenemende centralisatie, bureaucratisering, economische achteruitgang onder delen van de bevolking en de Spaanse staatsbankroetverklaring van 1557 zorgden voor toenemende onvrede in de Zeventien Provinciën. Door de economische malaise in de tweede helft van de zestiende eeuw en de afkeer tegen het katholicisme zorgde voor groei van het calvinisme. Filips II reageerde er op door het nog harder laten aanpakken van deze 'ketters'. Volgens de beste schattingen lag het aantal terechtstellingen om geloofsredenen in de Nederlanden in de periode 1523-1566 tussen de 1000 en de 1500.
Na het beëindigen van de Italiaanse Oorlogen met de Vrede van Cateau-Cambrésis tussen koninkrijk Frankrijk en Spanje, keerde Filips in augustus 1559 voorgoed terug naar Spanje en benoemde zijn halfzus Margaretha van Parma tot landvoogdes van de Nederlanden. De landvoogdes liet zich adviseren door een paar vertrouwelingen, waaronder kardinaal Granvelle. De normaal zo invloedrijke hoge edelen uit de Raad van State, zoals Willem van Oranje en Egmont, zagen hun macht ingeperkt worden. Zij waren ontevreden over het gevoerde beleid omdat dat veel onrust veroorzaakte in de gewesten. Granvelle werd verantwoordelijk gehouden voor dit beleid en in 1561 verenigden de hoge edelen zich om de kardinaal weg te krijgen – wat in 1564 ook lukte. Nu zij de invloed weer terug dachten te hebben, wilden zij zich inzetten voor een ander beleid. Egmont vertrok naar Spanje om de wensen mondeling toe te lichten, maar Filips wilde niet van de genomen besluiten afwijken.
De winter van 1564-1565 was extreem koud en de daarop volgende zomer bracht een graanmisoogst die leidde tot speculatie, sterk stijgende prijzen en de hongerwinter van 1565-1566. Dit verhoogde de spanningen in de Lage Landen.
Naast de hoge edelen waren ook de lage edelen, waaronder zich aanhangers van het calvinisme bevonden, ontevreden. Zij verenigden zich in het Eedverbond der Edelen in 1566 en middels een smeekschrift der Edelen, dat door een paar honderd edelen was ondertekend en onder leiding van Hendrik van Brederode werd op 5 april aangeboden aan de landvoogdes, pleitten zij voor de afschaffing van vervolgingen op calvinisten. Bij die gelegenheid zou raadsman Karel van Berlaymont tegen Margaretha de beroemde woorden N'ayez pas peur Madame, ce ne sont que des gueux ("Wees niet bang mevrouw, het zijn slechts bedelaars") gezegd hebben, waarna de edelen dit overnamen als erenaam en geuzenpenningen en bedelnappen gingen dragen. Margaretha schortte de vervolgingen op, in afwachting van een reactie van Filips. Calvinisten, die eerder nog in het geheim samenkwamen, gingen zich nu openlijk manifesteren. De geest was uit de fles en zou er niet meer in gaan. De polarisatie nam toe en hagenpreken ontaardde in augustus 1566 in de Beeldenstorm.

## Opstand
Traditioneel wordt de Slag bij Heiligerlee op 23 mei 1568 gezien als startpunt van de Opstand, maar eigenlijk hadden vanaf 1566 al meerdere gebeurtenissen plaatsgevonden zoals de Slag bij Oosterweel op 13 maart 1567 die ook als beginpunt kunnen worden gezien. Vanaf 1588 was het karakter van een opstand veranderd naar een geregelde oorlog.

### Beeldenstorm en eerste gewelddadigheden

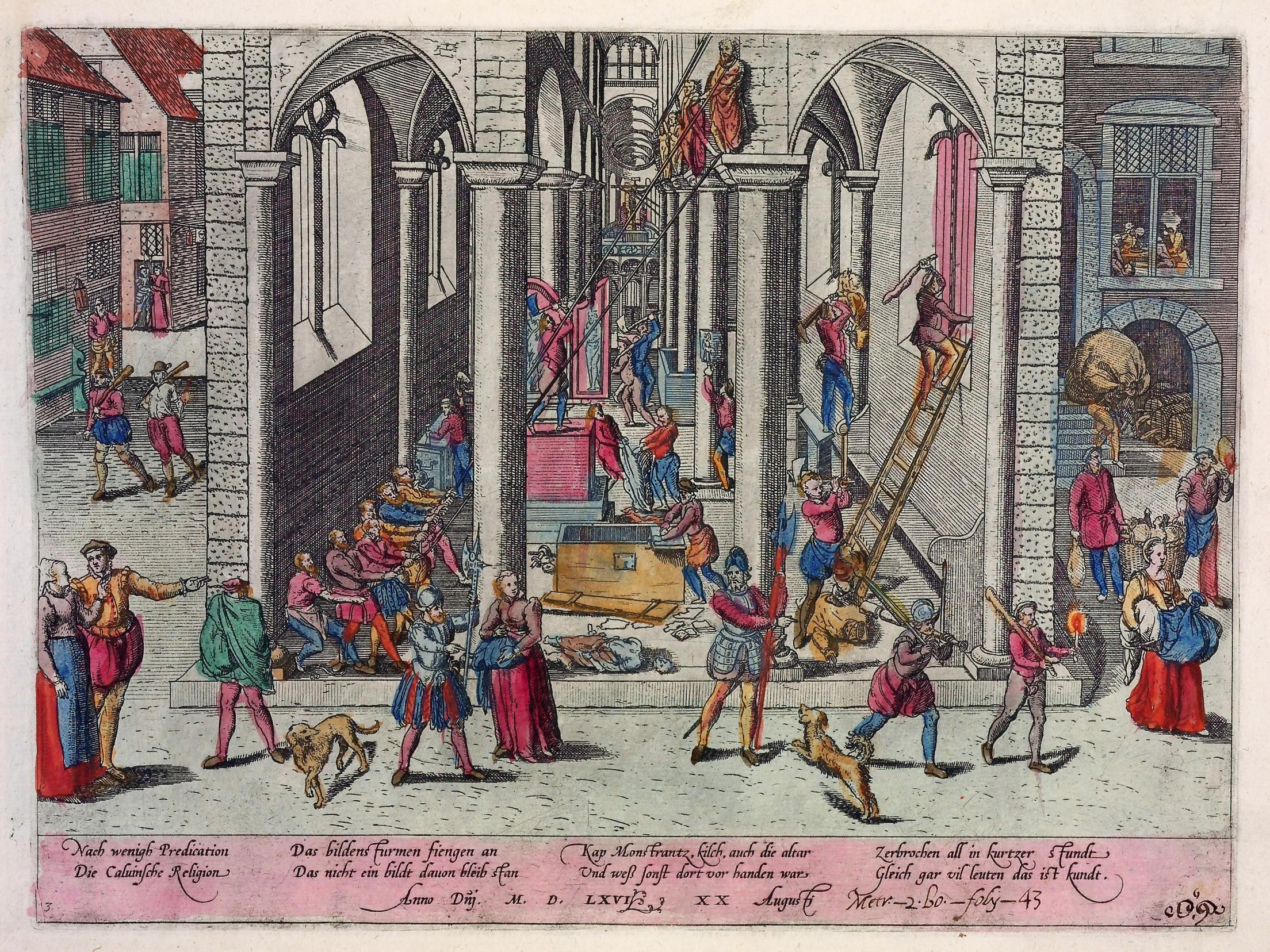
Vernieling van de Onze-Lieve-Vrouwekathedraal te Antwerpen op 20 augustus 1566. (gravure gemaakt door Frans Hogenberg)

De ontevredenheid onder de calvinisten kwam tot uitbarsting met de Beeldenstorm. Het geweld begon op 10 augustus 1566 in Steenvoorde door arme textielarbeiders die werden aangespoord door calvinistische predikanten. In grote delen van de Nederlanden werden hierop vernielingen aangericht in kerken en kloosters door rondtrekkende groepjes. Het vandalisme was gericht tegen de rijkdom van de katholieke kerk en de beeldenverering. Vooral heiligenbeelden, altaren en monstransen moesten het ontgelden. De golf van geweld verspreidde zich door Vlaanderen,  Artesië en Brabant naar Holland en Zeeland en Utrecht.
Willem van Oranje en zijn medestanders, waaronder de hoge edelen Egmont en Horne veroordeelden het geweld. Zij hadden een gematigd beleid en gewetensvrijheid voor ogen in de Zeventien Provinciën. De steun van de gematigde katholieken voor het idee van gewetensvrijheid kwam door de beeldenstorm in gedrang. Oranje en zijn medestanders beloofden Margaretha van Parma de rust te herstellen in ruil voor het toestaan van het protestantisme in gebieden waar deze voor de Beeldenstorm voorkwam. Margaretha had geen andere mogelijkheden dan instemmen. Hendrik van Brederode, eerder woordvoerder van het Eedverbond der Edelen, zocht steun voor een gewapend oproer in het noorden maar slaagde er niet in.
Margaretha, gesteund door Oranjes tegenstanders in de Raad van State, Mansveld, Aerschot, Berlaymont en Megen, liet in de tussentijd een leger oprichten om de protestanten te bestrijden. Van december 1566 tot maart 1567 werd de Henegouwse stad Valencijn door het regeringsleger belegerd. Een geuzenleger wilde Valencijn (Valenciennes) te hulp schieten, maar werd bij Slag bij Oosterweel op 13 maart 1567 vernietigend verslagen. Het calvinistenbolwerk Doornik was al begin januari gevallen en Valencijn viel tien dagen na de slag. De rust was hersteld en van godsdienstvrijheid kon geen sprake meer zijn.
Egmont en Horne legden Margaretha de eed van trouw af. Oranje, Brederode en andere vooraanstaande edelen voorzagen dat zij als een opstandeling gezien zouden worden en om streng optreden te voorkomen, weken zij uit naar Duitsland. Voor even leek het alsof de opstand voorbij was.

### Onderdrukking onder Alva

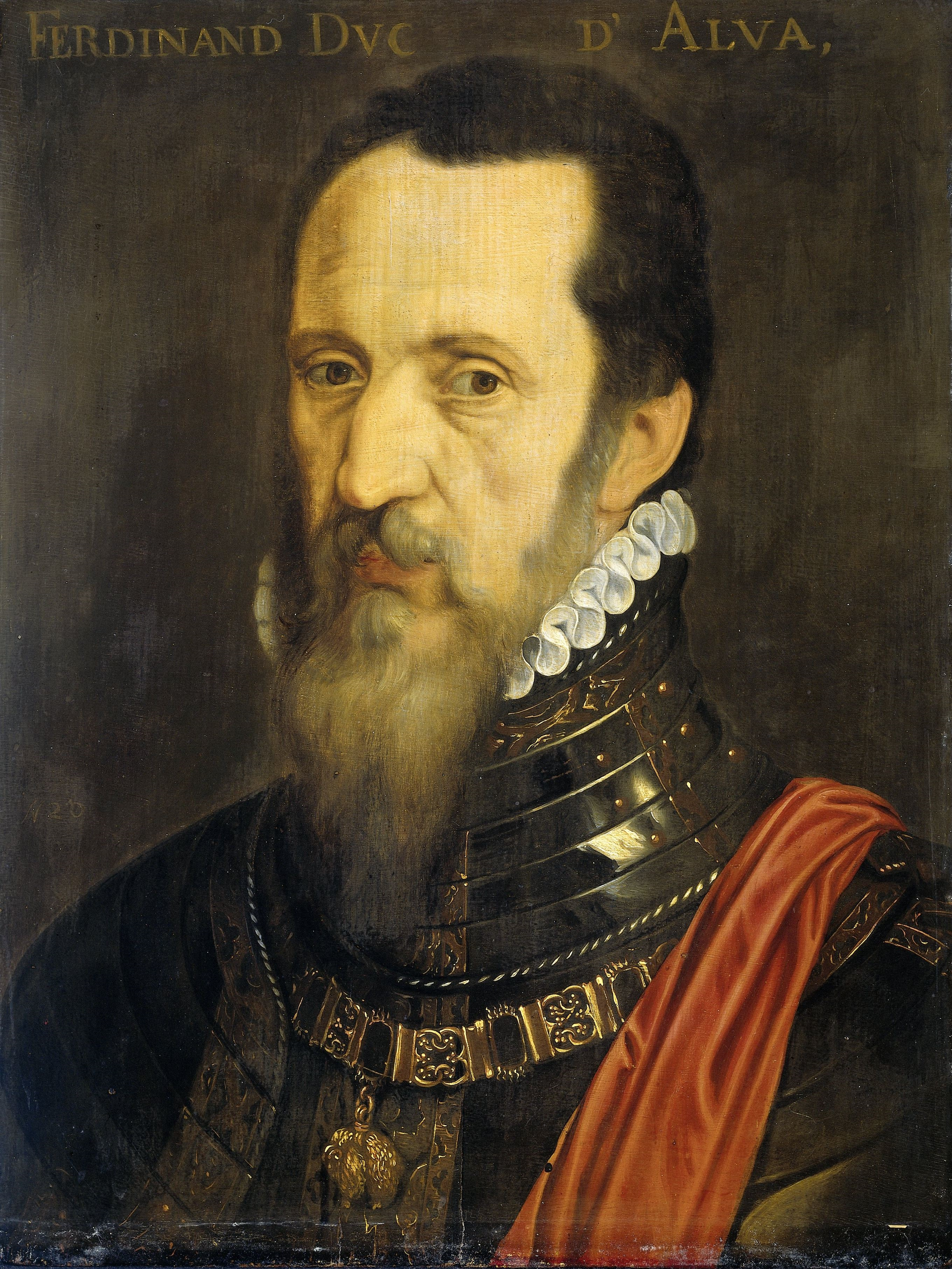
Fernando Álvarez de Toledo, hertog van Alva, landvoogd van de Nederlanden en kapitein-generaal, door Willem Key.

Filips II was geschokt en gekwetst toen hij hoorde van de Beeldenstorm. Nu de oorlog met de Turken tot rust gekomen was, zag hij de kans om in de Nederlanden orde op zaken te stellen. De harde lijn moest gevoerd worden. Degene die dit moest uitvoeren was de hertog van Alva die de bijnaam de IJzeren hertog had vanwege zijn brute reputatie. Met een 10.000 man sterk leger uit Lombardije kwam hij na twee maanden op 22 augustus 1567 aan in Brussel. In september richtte hij de Raad van Beroerten op, die belast was met het vervolgen en bestraffen van betrokkenen van de onlusten van de afgelopen twee jaar. Onder Alva's bewind werden ongeveer 1100 personen gearresteerd, veroordeeld en geëxecuteerd. Ook de hoge edelen Egmont en Horne werden door de raad ter dood veroordeeld voor hoogverraad, omdat zij niet hard genoeg hadden opgetreden en werden in juni 1568 onthoofd. Aangezien zij ridders van de orde van het gulden vlies waren, waarvoor aparte rechtspraak gold, was deze veroordeling in hun ogen onwettig en leidde tot een verharding. Nog zo'n 8950 tot 9000 anderen werden bij verstek ter dood veroordeeld, waaronder Oranje die zich in Duitsland bevond. Wel werden zijn bezittingen in beslag genomen en werd zijn oudste zoon Filips Willem van Oranje ontvoerd en door Alva naar Spanje gezonden. Bang om gearresteerd te worden trokken naar schatting 60.000 personen weg uit de Lage Landen.
Margaretha trad af als landvoogdes en werd opgevolgd door Alva. De hertog was erg impopulair. Hij werd niet gezien als legitiem hoofd van de regering maar als de bevelvoerder van een bezettingsleger. Hij vervreemdde de Nederlanders van Filips II door zijn maatregelen. Met de Raad van Beroerten en nieuw centraal opgelegde belastingen, zoals de Tiende Penning, trachtte Alva meer grip te krijgen op de ordehandhaving en de financiën, maar dat creëerde tegelijkertijd veel weerstand.

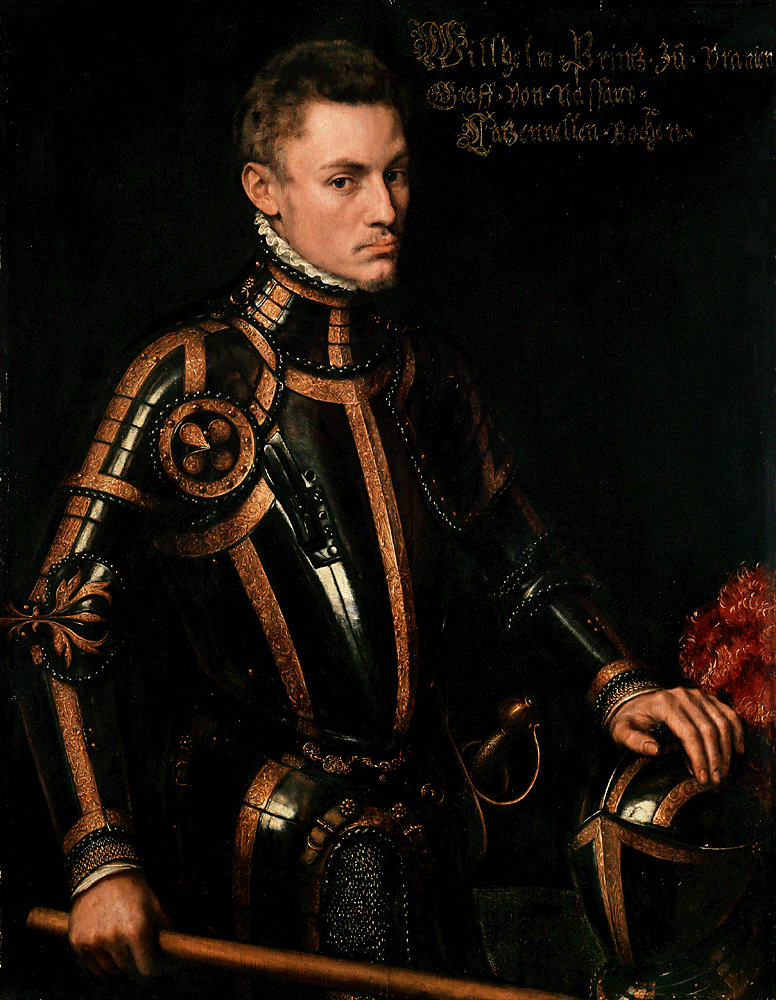
Willem van Oranje in 1555 door Anthonis Mor van Dashorst.

Door de onthoofding van Egmont en Horne –Brederode was daarvoor plotseling overleden– was Oranje de onbetwiste leider van de opstand geworden. Oranje wilde in gewapend verzet komen omdat hij geloofde in godsdienstvrijheid voor de Nederlanders en op persoonlijk vlak omdat zijn eer als hoge edelman was aangetast. Hij bedacht een risicovol plan waarmee hij de Nederlanden met hulp van andere edellieden in 1568 vanuit drie kanten binnenviel, Oranjes eerste invasie. In het noorden resulteerde dit in een overwinning met de Slag bij Heiligerlee, maar daarna in een verpletterende nederlaag bij Jemmingen. In het zuiden was het leger van de Franse protestanten, de hugenoten al voortijdig verslagen en in het midden verloren de opstandelingen de Slag bij Dalheim.
Ondanks de nederlagen besloot Oranje toch met een omvangrijk leger Brabant binnen te vallen, maar doordat Alva een confrontatie meed, moest Oranjes leger door geldgebrek ontbonden worden. De inval was een mislukking geworden. Oranjes financiën waren uitgeput en de gehoopte volksopstand bleef uit.

### Opstand krijgt voet aan de grond

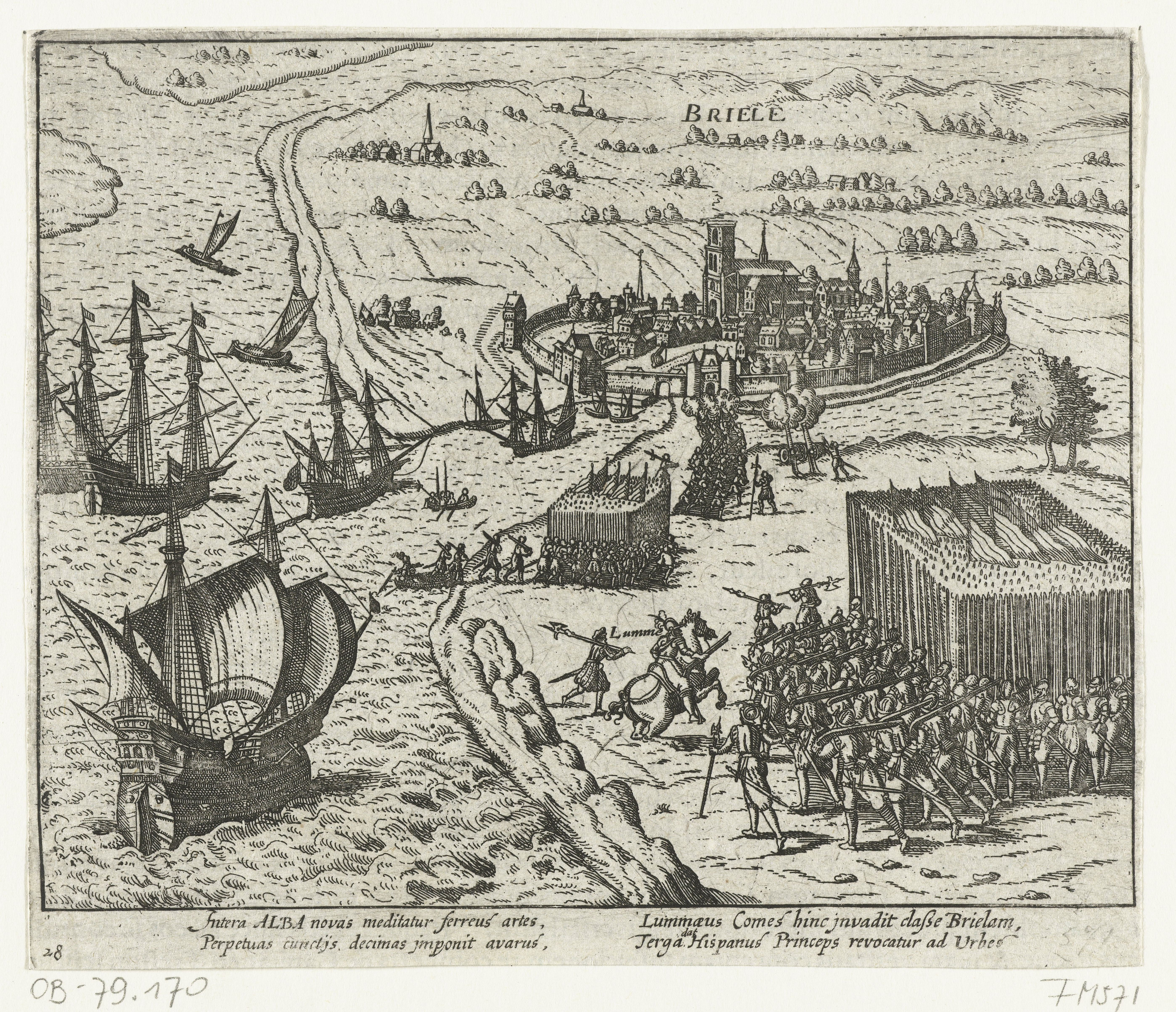
Inname van Den Briel op 1 april 1572. De stad werd het steunpunt voor de watergeuzen.

De doorbraak zou uit onverwachte hoek komen. De watergeuzen waren een verzameling ballingen bestaande uit lage edelen, zeelieden, vissers, koopmannen en ambachtslieden die in 1567 gevlucht waren voor Alva en uitgeweken naar Engeland en het westen van Duitsland. Vanuit die oorden voeren ze op zee en kaapten schepen om in hun onderhoud te voorzien en Spanje schade aan te richten. Daarbij gingen zij geregeld hun boekje te buiten met piraterij door ook neutrale schepen aan te vallen. Bovendien hielden ze strooptochten op de Nederlandse kust.
Na de mislukte inval van 1568, wilde Oranje in de zomer van 1572 opnieuw vanuit meerdere kanten de Nederlanden binnenvallen, Oranjes tweede invasie. De watergeuzen werd gevraagd voor afleiding te zorgen. Een watergeuzenvloot onder leiding van Willem van der Marck strandde op 1 april 1572 bij Den Briel. Het Spaanse garnizoen was uit de stad weggeroepen omdat Alva manschappen nodig had voor de beveiliging van de Franse grens. Daardoor kon de stad makkelijk ingenomen worden. De inname was een toevalstreffer en onverwachts aangezien Oranje nog niet gereed was met zijn legers. Onbedoeld werd Den Briel, geïsoleerd tussen waterwegen gelegen, het steunpunt voor de watergeuzen. De stadhouder Bossu probeerde de watergeuzen te verjagen maar slaagde niet doordat het gebied onderwater was gezet. Tussen 7 en 9 april 1572 leidde Bossu de Spaanse soldaten voor de Bestorming van Rotterdam via de Oostpoort.
De Opstand van Vlissingen van 6 april en het gelijksoortig oproer in Enkhuizen op 23 mei gebeurden tegen de lokale magistraat, beide in reactie van de lokale bevolking tegen een geplande legering van Spaanse garnizoenen, waarna de opstandige bevolking calvinistische predikanten en geuzentroepen van buiten binnenhaalde. Ondertussen werden vanuit Den Briel verschillende Zeeuwse en Hollandse plaatsen zoals Veere en Zierikzee na dwang, dreiging, overrompeling of belegering door geuzen van buitenaf ingenomen. Enkhuizen werd het zenuwcentrum van de operaties in Noord-Holland. Vier maanden na Den Briel stonden de meeste steden in Holland en Zeeland, vaak onder dwang of dreiging, aan de kant van de opstand. Hiermee werden de grote waterwegen als de Maas, Rijn, Schelde en Zuiderzee door de geuzen beheerst. De watergeuzen profiteerden van de onvrede in de steden tegen het Spaanse bewind. Waar de opstandelingen de macht overnamen werd het katholicisme verboden en werd het calvinisme de publieke kerk.
Oranje en zijn broer Lodewijk van Nassau moesten door de plotselinge inname van Den Briel nu ook eerder in actie komen. Zij vielen de Nederlanden binnen op drie verschillende plaatsen. Lodewijk viel Henegouwen binnen in het zuiden en kreeg Bergen in handen en in Valenciennes grepen de calvinisten de macht. Willem van den Bergh veroverde Zutphen in Gelderland waarna de meeste steden in Gelderland, Overijssel, Utrecht en Friesland zich ook bij de opstandelingen schaarden.
Door de invallen moest Alva zijn legers in het zuiden houden ondanks de benarde situatie in het noorden. Bergen kreeg prioriteit en werd door Alva's zoon Don Frederik als eerst belegerd. Toen een Frans hugenotenleger te hulp kwam, werd dit verslagen door Don Frederik (Slag bij Saint-Ghislain 17 juli 1572). Verdere hulp van de hugenoten was niet meer te verwachten na de Bartholomeusnacht (24 augustus 1572), waarbij alle protestantse leiders de dood vonden. Oranje zette daarom zelf met een leger koers naar Bergen in de hoop dat Alva het beleg zou opheffen. Bij de tocht door Brabant sloten steden als Mechelen, Diest, Oudenaarde, Dendermonde, Leuven en Tienen zich aan bij de opstand. Alva verroerde zich echter niet en in september 1572 gaf Bergen zich over. Nu had Alva zijn handen vrij om af te rekenen met de opstandelingen.

### Alva's strafexpeditie

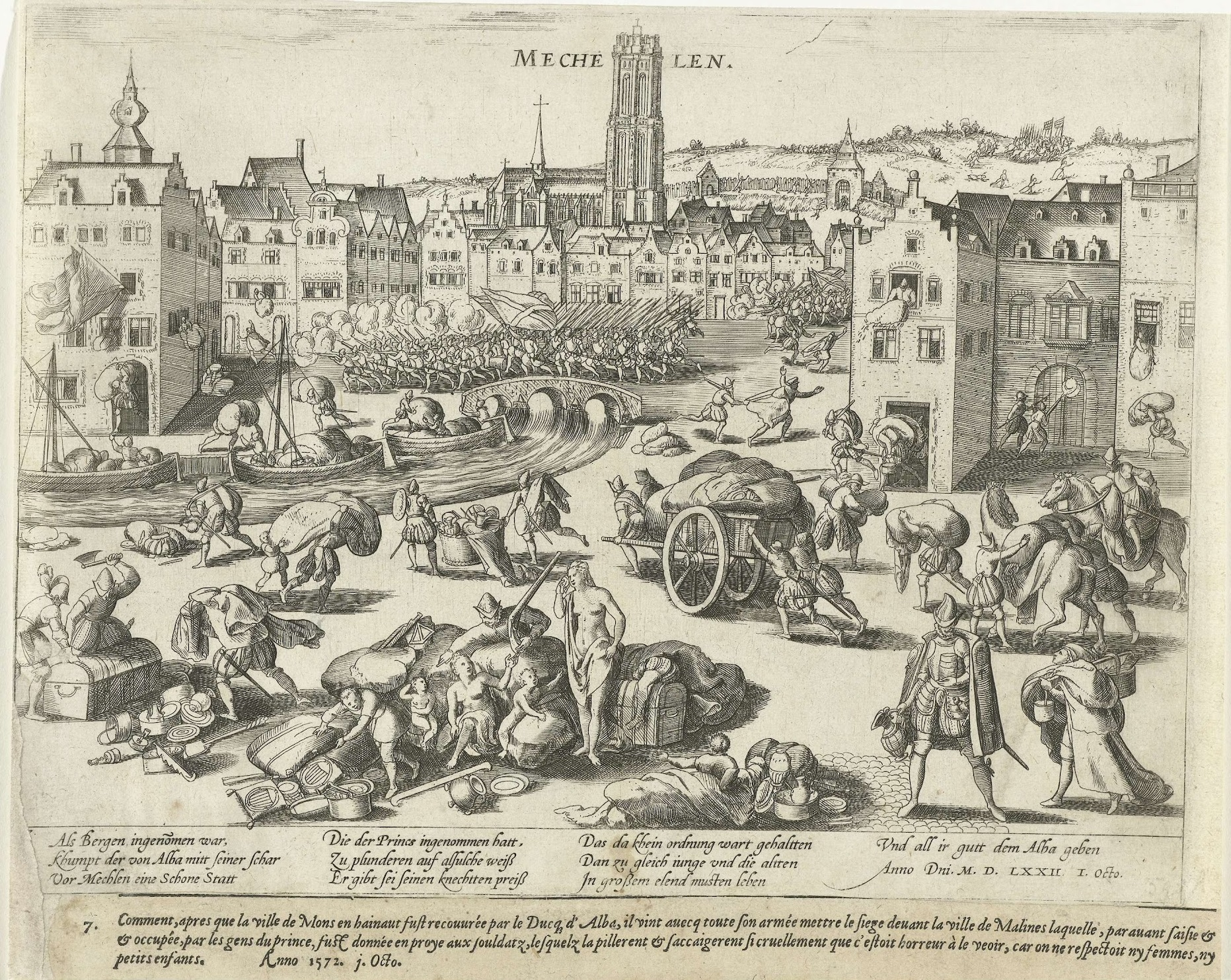
Mechelen werd op 2 oktober 1572 geplunderd als straf voor zijn ongehoorzaamheid en om een voorbeeld te stellen. Hierna zou hetzelfde gebeuren met Zutphen en Naarden.

Meerdere steden in de Nederlanden hadden zich aan de kant geschaard van de opstandelingen. Om de orde te herstellen en de opstandige steden te straffen besloot Alva over te gaan tot een strafexpeditie tegen de opstandige steden, geleid door Alva's zoon Don Frederik. De eerste stad was Mechelen dat begin oktober zonder slag of stoot ingenomen werd. De Spaanse soldaten hadden toestemming om Mechelen bruut te plunderen en een slachting aan te richten. Dit zorgde voor zoveel schrik dat andere opstandige steden in Vlaanderen en Brabant hun verzet opgaven. In een klap was het gezag in deze streken hersteld. Hierna was het de beurt aan Zutphen. Deze stad werd op 16 november ingenomen en eveneens geplunderd. Ook dit maal stopten overige steden in Gelderland, Overijssel en Friesland hun verzet.
Het leger van Don Frederik zette door naar Naarden in Holland dat op 1 december werd ingenomen en genadeloos werd geplunderd. Vrijwel de gehele bevolking werd vermoord. Alleen ditmaal werd het gewenste resultaat voor Alva niet bereikt. De Opstand was in Holland en Zeeland dieper geworteld doordat hier meer tijd was protestantisering en verandering van de instituties in gang te zetten. Veel ballingen waren inmiddels teruggekeerd, katholieke kerken opgegaan naar de protestanten en vroedschappen gezuiverd. Overgeven aan Don Frederik was geen optie meer. Alva's en Don Frederiks volgende doelwit werd Haarlem. In een poging de stad af te sluiten vond tijdens de belegering de Slag op het Haarlemmermeer plaats die de koningsgetrouwen wonnen. Na zeven maanden moest Haarlem zich in juli 1573 overgeven door voedselgebrek. Tegen betaling werd plundering voorkomen, maar desondanks werd een deel van het garnizoen en de magistraat vermoord. Amsterdam was nog koningsgezind en met Haarlem in handen, werd Holland in tweeën gesplitst. Het Spaanse leger zette vervolgens door naar het noordelijk gelegen Alkmaar. De belegering hiervan mislukte door inundaties rond de stad. Ook op het water leed Spanje een beslissende nederlaag met de slag op de Zuiderzee. Dit was een poging van Spanje om de blokkade rond Amsterdam te doorbreken.
In Zeeland was Alva in de verdediging en werd de strijd geconcentreerd op Goes en Middelburg. De belegering van Goes in oktober 1572 door de geuzen mislukte, ook Middelburg hield stand. In een poging de belegeraars te verjagen werd een vloot van koningsgetrouwe schepen ingezet maar deze werd in de Slag bij Reimerswaal verslagen. Opnieuw werd gedemonstreerd dat de opstandelingen superieur waren op het water. Na twintig maanden werd in februari 1574 Middelburg ingenomen en daarna de Slag bij Lillo gewonnen. De Westerschelde was nu in handen van de opstandelingen en daarmee hadden zij de controle over de belangrijkste zeeroutes in de Nederlanden. De koningsgezinde vloot was na de verloren zeeslagen vrijwel uitgeschakeld.
De Nederlandse geschiedschrijver Johannes Gijsius publiceerde in 1616 een boek over de verschrikkingen tijdens de Spaanse bezetting.

### Strijd om geïsoleerd Holland en Zeeland

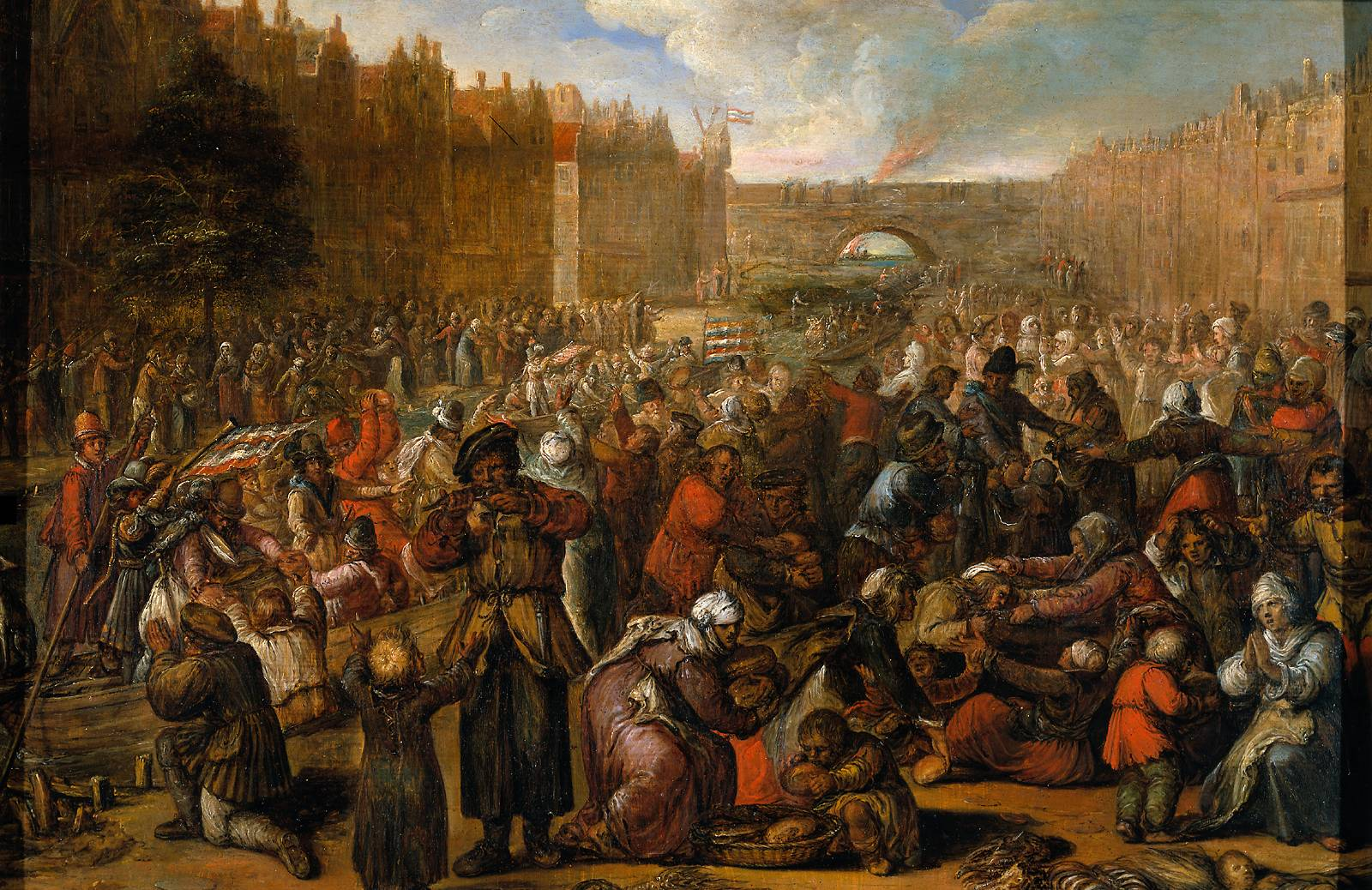
Militairen komen de stad binnen met voedsel voor de hongerige bevolking na het ontzet van Leiden in 1574.

Na de strafexpeditie van Don Frederik woedde de opstand alleen nog in Zeeland en Holland. Filips II ging zich steeds meer realiseren dat de harde lijn van Alva een averechts effect had in de Nederlanden. Daarnaast laaide de strijd tegen de Turken weer op zodat de al krappe financiën verdeeld moest worden over twee fronten; bovendien dienden de facties van Eboli en Alva aan het Spaanse hof in evenwicht te worden gehouden. Daarom benoemde hij Requesens als nieuwe landvoogd in de Nederlanden. Hij behoorde niet tot één van beide hoffacties en was geen krijgsman, maar een diplomaat en bestuurder; Requesens kreeg als taak een meer gematigd beleid te voeren.
Hoewel Spanje maar geen grip kreeg op de opstandelingen te water, bleek het Spaanse leger op het land nog oppermachtig. Nog onder Alva was sinds oktober 1573 het Beleg van Leiden geslagen. Het lot van de Opstand hing af van deze stad. Viel Leiden dan waren Den Haag en Delft wellicht ook onhoudbaar. Om de stad te hulp te komen waren Lodewijk en Hendrik van Nassau in 1574 met een leger de Nederlanden binnengetrokken. Het Spaanse leger hief het beleg van Leiden op om de inval het hoofd te bieden. Bij Mookerheide kwam het tot een treffen tussen de twee legers, waarbij het opstandelingenleger een zware nederlaag leed en ook de broers van Willem van Oranje omkwamen. Na de slag werd in mei 1574 de belegering van Leiden weer opgepakt. Toen in augustus 1574 het voedsel in de stad uitgeput raakte en de situatie kritiek werd, besloten Willem van Oranje en de Staten van Holland het land rond Leiden onder water te zetten. Hierdoor kon de stad met bootjes bereikt worden en moest het Spaanse leger zich gedwongen terugtrekken.
Na deze mislukte belegering werd in mei 1575 door de nieuwe stadhouder van Holland, Gilles van Berlaymont, getracht het Noorderkwartier aan te vallen, maar dit werd ook gestopt door inundaties. De aanval werd nu gericht op het gebied tussen Holland en Utrecht, waarbij het lukte om Oudewater en Schoonhoven te veroveren. De opmars stopte bij Woerden dat ook door inundaties geen succes werd. In Zeeland behaalde het Spaanse leger wel een belangrijke overwinning met de inname van Zierikzee na een belegering van negen maanden. Desalniettemin lukte het Spanje niet de verbindingen tussen Holland en Zeeland te blokkeren en bleef Oranjes vloot de machtigste op het water.
Financiering van de oorlog was voor beide kampen een probleem, alleen voor Spanje was de situatie nog nijpender. De Staten-Generaal die Requesens in 1574 bijeengeroepen had, stuurden aan op vrede in plaats van het verlenen van financiële steun. In 1575 zijn in Breda vredebesprekingen gevoerd tussen opstandelingen en Requesens maar die liepen op niets uit doordat het niet mogelijk bleek op godsdienstig gebied en over de toekomstige regeringsvorm een overeenkomst te bereiken. Het onverwachte overlijden van Requesens in maart 1576 bezorgde de Spanjaarden problemen. In afwachting van een opvolger gaf Filips II het hoogste landsbestuur in handen van de Raad van State.
Direct na de inname van Zierikzee eisten de Spaanse soldaten het restant van hun soldij op. Dit was namelijk al twee jaar lang niet volledig uitbetaald. Filips II had de geldzendingen naar de Nederlanden echter verlaagd door het bankroet van Castilië in 1575 waardoor de regering in Brussel niet aan de eis kon voldoen. De gevolgen waren catastrofaal. Koninklijke troepen verlieten het net veroverde Zierikzee, sloegen aan het muiten en veroverden en plunderden Aalst, waarvandaan zij verdere plundertochten ondernamen in het rijke en koningsgetrouwe Brabant en Vlaanderen.

### Van Pacificatie van Gent tot Unies van Utrecht en Atrecht

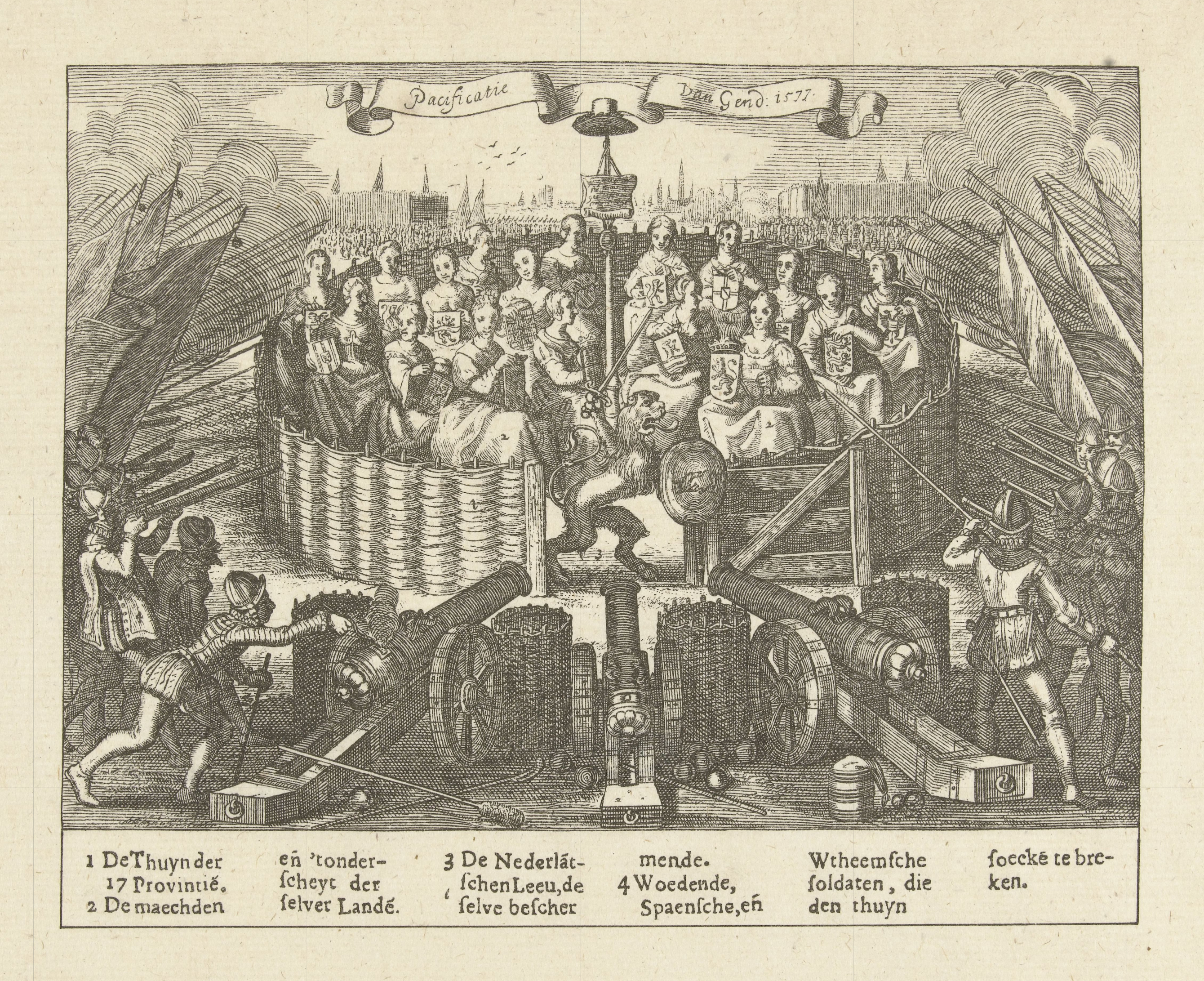
Allegorie op Pacificatie van Gent, een verdrag op 8 november 1576 gesloten, naar Adriaen Pietersz. van de Venne. Op de afbeelding verdedigt de Nederlandse leeuw het toegangshek naar de Hollandse tuin waar personificaties van de zeventien Nederlandse provinciën zitten, onderwijl bedreigd door Spaanse soldaten.

In de voorgaande jaren was het strijdtoneel beperkt tot Holland en Zeeland. Nu de Spaanse troepen muitten kwam daar drastisch verandering in en werden alle provincies bedreigd, in de eerste plaats Vlaanderen en Brabant. Na het abrupte overlijden van Requesens op 4 maart 1576 had de Raad van State het landsbestuur voorlopig overgenomen. Hij werd onder druk gezet door de Staten van Brabant om de Staten-Generaal bij elkaar te roepen zodat met de opstandige provincies Holland en Zeeland onderhandeld kon worden over een vrede. Toen de Raad van State daar overeenkomstig de wil van de koning geen gehoor aan gaf, vond een kleine staatsgreep plaats in Brussel en werden leden van de Raad gevangengenomen. Daarmee breidde de opstand zich de facto uit tot de zuidelijke gewesten. Er werd een Staten-Generaal belegd die een deputatie naar Gent stuurde om vredesonderhandelingen te voeren met de twee opstandige provincies. Ze begonnen op 19 oktober en werden afgerond op 28 oktober. De afspraken werden op 8 november overhaast bekrachtigd na de Spaanse Furie van 4 november te Antwerpen. Met de Pacificatie van Gent kwam er vrede zodat de Spaanse troepen konden vertrekken en vormden de Nederlandse provincies een bondgenootschap (de Unie van Brussel). De religieuze kwestie bleef een probleem, maar diende later in de Staten-Generaal opgelost te worden.
In de tussentijd hadden de muitende Spaanse troepen Maastricht (Spaanse Furie (Maastricht)) en Antwerpen geplunderd. Naar schatting kwamen bij de Spaanse furie van Antwerpen, die drie dagen heeft geduurd, 8000 mensen om het leven. Na deze plunderingen waren zelfs de grootste medestanders van Filips II overtuigd dat de Spaanse troepen moesten vertrekken.
Filips II stuurde zijn halfbroer Don Juan van Oostenrijk als nieuwe landvoogd naar de Nederlanden. In eerste instantie had hij bij aankomst verklaard zich te houden aan de Pacificatie van Gent middels het Eeuwig Edict. Spaanse troepen vertrokken volgens afspraak in maart en april 1577 richting Italië. In ruil had de Staten-Generaal afgesproken niet meer zonder oproep van de landvoogd samen te komen en het calvinisme te verbieden. Voor Willem van Oranje en de Staten van Zeeland en Holland was dit onacceptabel en zij weigerden Don Juan te erkennen als landvoogd. Don Juan meende dan maar met dwang te moeten optreden en nam met overgebleven Duitse troepen de citadel van Namen in (24 juli 1577). Dit ging duidelijk tegen de instructies van de Staten-Generaal in en eigenhandig benoemden zij de negentienjarige Matthias van Oostenrijk, een zwager van Filips II, tot nieuwe landvoogd. De provincies (met uitzondering van Luxemburg) vormden begin december 1557 een Generale Unie, verklaarden Don Juan tot vijand van de Lage Landen en stelden Matthias als landvoogd aan en Willem van Oranje als zijn luitenant.
Filips II was geenszins van plan deze politieke omwenteling te accepteren en gaf Don Juan de opdracht met de teruggestuurde Spaanse troepen de Nederlanden te heroveren. Des konings financiën waren sinds 1577 verbeterd en met de Ottomanen was een wapenstilstand gesloten. Het eerste succes op de troepen van de Staten-Generaal behaalde Don Juan bij Slag bij Gembloers op 31 januari 1578. De opmars ging verder met de innames van Leuven, Tienen, Aerschot en Diest. Al snel had Spanje de macht in het zuidoosten van de Nederlanden hersteld.
Willem van Oranje probeerde de eensgezindheid tussen de provincies in de Generale-Unie te behouden maar stond voor een onmogelijke opgave. De godsdienstvrijheid die hij voorstond werd door radicale calvinisten niet gegund aan katholieken. Waar zij de macht grepen, werd de vroedschap gezuiverd van katholieken, werden de katholieke kerken gesloten en de geestelijkheid verbannen. In Antwerpen, Brussel en Mechelen waar de calvinisten in 1578 een kerkgebouw bemachtigden werd het katholicisme binnen drie jaar verboden. Gent, waar radicale calvinisten de leiding hadden genomen, werd met de Gentse Republiek een bolwerk van onverdraagzaamheid. Ook in Holland en Zeeland werden in steden die zich bij Willem van Oranje aansloten, zoals bij de alteratie van Amsterdam, katholieke kerken gesloten en werd de satisfactie niet nageleefd. Voor gematigde katholieken was dit een waar schrikbeeld. Zij zagen dat religievrede op deze manier een bedreiging vormde voor het katholicisme. Uiteindelijk was dit funest voor de samenwerking tussen de gewesten. De bereidheid tot financiële bijdragen aan de gezamenlijke verdediging was klein en het was hierdoor voor de Staten-Generaal niet mogelijk een krachtig militair apparaat op te zetten.
Bevreesd voor de radicale elementen van de Opstand sloten de zuidelijke provincies Artesië, Henegouwen en de stad Dowaai en de malcontenten, ontevreden katholieke edelen, zich op 6 januari 1579 weer aan bij Spanje middels de Unie van Atrecht.

### Parma's opmars in het zuiden

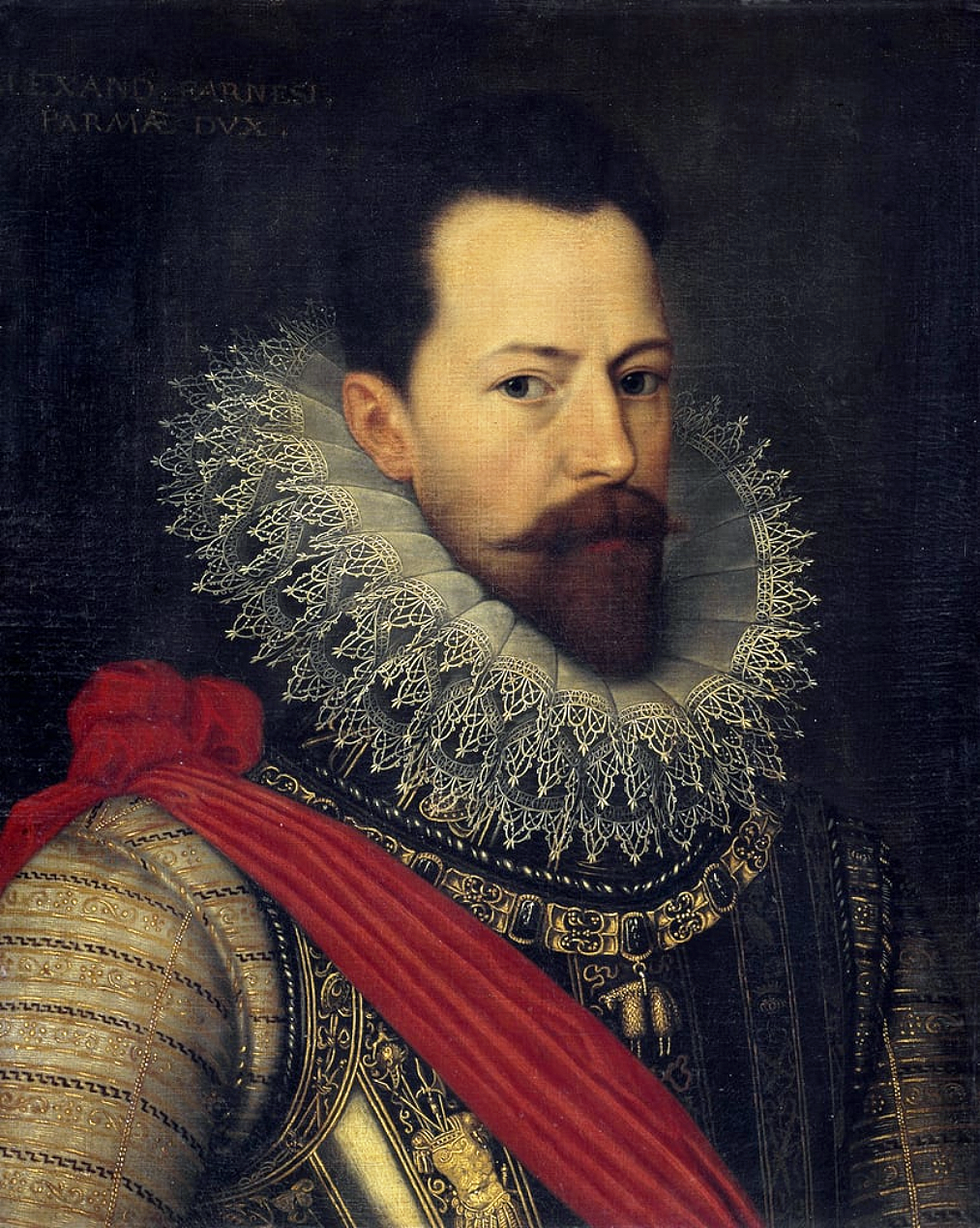
Alexander Farnese, de latere hertog van Parma was van 1578 tot 1592 landvoogd van de Nederlanden. Door Otto Venius, 1585-1590.

Alexander Farnese, de latere hertog van Parma, was Don Juan opgevolgd als landvoogd nadat Don Juan op 1 oktober 1578 aan de pest was overleden. Hij zou zich bewijzen als een bekwaam veldheer en diplomaat. Onder dreiging van Spaanse troepen die zich steeds noordelijker gingen begeven, en de Generale-Unie die niet bij machte was dit tegen te gaan, werd in het noorden op 23 januari 1579 een militair bondgenootschap de Unie van Utrecht opgericht. Parma sloeg op 10 maart 1579 het beleg om Maastricht en kreeg het na 111 dagen in handen.
Datzelfde jaar organiseerde de Duitse keizer Rudolf II, de oudere broer van landvoogd Matthias, een vredesconferentie in Keulen tussen Filips II en de Staten-Generaal. De besprekingen duurden van mei tot december 1579 maar een compromis lag buiten bereik. Voor de gematigden was het stuklopen een grote tegenslag en er leek geen uitweg meer. Men moest een keuze maken tussen de koning of de calvinisten.
In maart 1580 liep Georges van Lalaing, graaf van Rennenberg en stadhouder van Groningen, Friesland, Drenthe, Overijssel en Lingen over naar de kant van Filips II. Rennenberg was de enige overgebleven katholieke edelman die de Opstand nog steunde. Hij kon zich niet meer verenigen met de praktijk waarbij steeds weer in steden de katholieke eredienst verboden werd waar calvinisten de macht grepen. Rennenbergs overgang leidde tot een sterke antikatholieke reactie in zijn gewesten en verstevigde de positie van de protestanten. De stap was een strategische klap voor de opstandelingen aangezien een groot deel van het noordoosten nu in koninklijke handen kwam. Een leger van de Staten-Generaal belegerde Groningen maar moest dit opheffen na de verloren Slag bij Hardenberg. Hierna nam Rennenberg Delfzijl in en deed een poging om Steenwijk te veroveren.

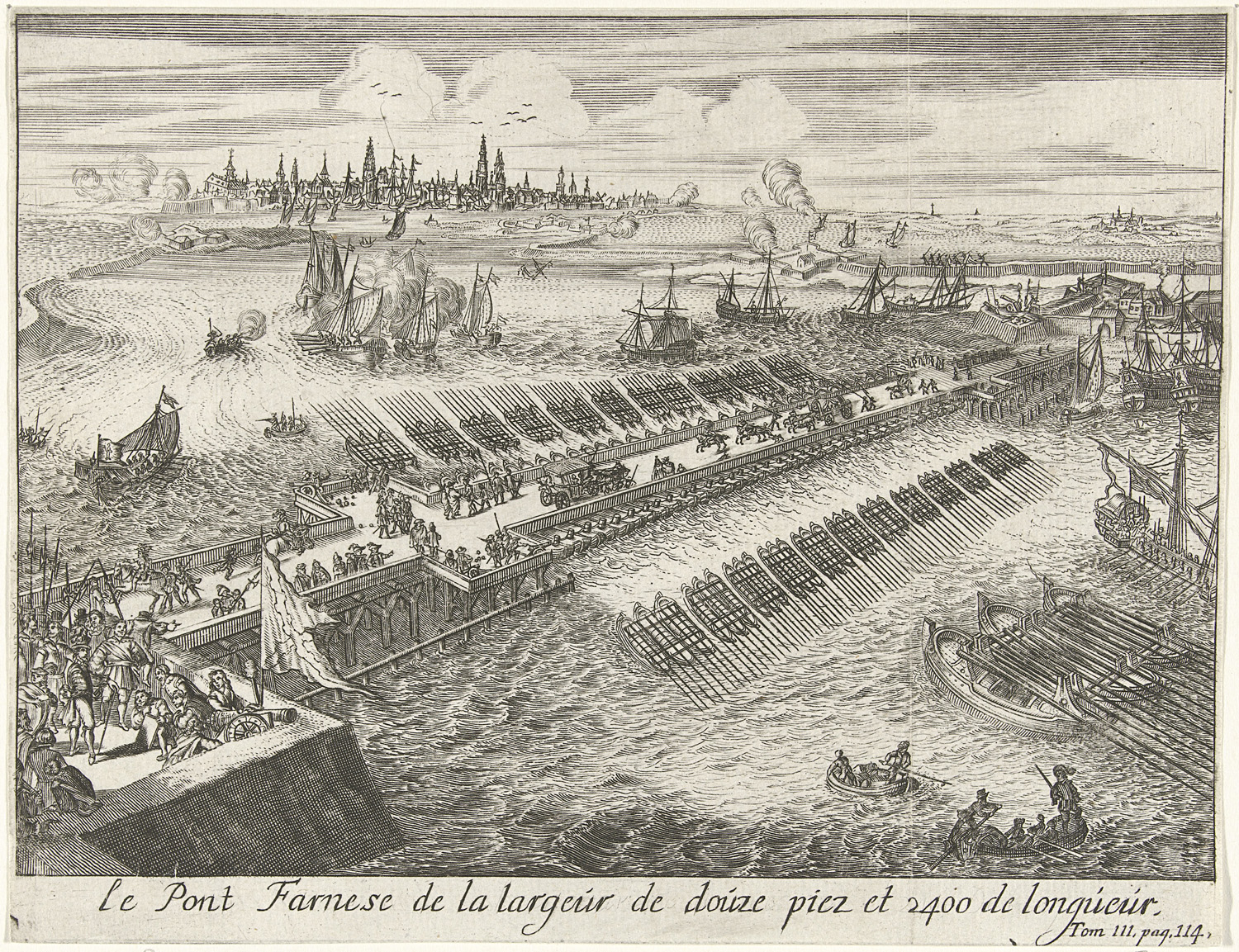
Om te voorkomen dat Antwerpen bij de belegering van 1584-1585 bevoorraad kon worden via het water door Nederlandse schepen, liet Parma met hulp van Italiaanse ingenieurs een enorme schipbrug maken over de Schelde. Het werkte en de uitgehongerde stad capituleerde na een beleg van 13 maanden.

Terwijl in het noordoosten Rennenberg voor veel dreiging zorgde voor de opstandige gewesten, kreeg in het zuiden ook Parma steeds meer gebied in handen. Na Maastricht volgden onder andere ook de schermersoproer van 's-Hertogenbosch en de inname van Kortrijk. Door regelmatige geldzendingen vanuit Spanje kon hij een sterke troepenmacht op de been houden. Daarnaast voerde hij een gematigd optreden zodat belegerde steden sneller geneigd waren de strijd te staken.
Willem van Oranje besefte dat de opstand niet gewonnen kon worden zonder een sterke bondgenoot. Op zijn aanraden boden de Staten-Generaal de jongere broer van de Franse koning, de hertog van Anjou de soevereiniteit over de Nederlanden aan in ruil voor militaire steun. De hoop was op Frankrijk gevestigd vanwege het traditionele vijandschap tussen het huis Habsburg en huis Valois. Anjou bleek beschikbaar en bereid en met hem werd in januari 1581 het verdrag van Plessis-lès-Tours gesloten. In juli 1581 werd Filips II als vorst afgezworen met het Plakkaat van Verlatinghe. De positie van landvoogd Matthias was irrelevant geworden en hij verliet de Nederlanden. De komst van Anjou werd een mislukking. Anjou ontzette wel de stad Kamerijk in augustus 1581, die vanaf 1580 werd belegerd door Parma. Tot een door Oranje gehoopte openlijke oorlog tussen Frankrijk en Spanje kwam het niet door de weigerachtige houding van de Franse koning Hendrik III om Filips II de oorlog te verklaren.
In het noorden, waar Rennenberg overleden was, werd de aanvoering van het Spaanse leger voortgezet door Francisco Verdugo. Hij won de Slag bij Noordhorn en kreeg in 1582 Steenwijk in handen. Ondertussen gingen in 1581 in het zuiden Breda en Doornik over in Spaanse handen en een jaar later was het de beurt aan Lier, Oudenaarde en Ninove.
Anjou zette hier niks tegenover. Zijn macht was beperkt en dat frustreerde hem. Half januari 1583 deed hij een gewelddadige greep naar de macht door meerdere steden in Vlaanderen en Brabant met geweld te bezetten. In Antwerpen kwam de bevolking in opstand en joegen de Fransen de stad uit, de Franse Furie. Zijn positie in de Nederlanden was hiermee onhoudbaar geworden en hij ging terug naar Frankrijk.
Op 10 juli 1584 werd Willem van Oranje, de leider van de opstand, vermoord in Delft na in 1580 vogelvrij te zijn verklaard door Filips II.
Parma had de provincies Luxemburg, Limburg, Namen, Henegouwen, Artesië en West-Vlaanderen in zijn macht. Zijn volgende doelwit waren de provincies Brabant en Vlaanderen. Een rechtstreekse aanval op de grote steden in die provincies zou een te grote last zijn voor zijn leger. Daarom besloot hij de grote steden te isoleren door omliggende steden, platteland en land- en waterwegen eerst te bezetten. Daarna zou het eenvoudiger zijn om de grote steden te bemachtigen. Eerst werden de Vlaamse kuststeden Duinkerke, Nieuwpoort, Menen, Veurne, Diksmuide en Sint-Winoksbergen in juli en augustus 1583 in sneltempo ingenomen. In oktober volgden de steden langs de Schelde als Sas van Gent, Axel, Hulst, Eeklo en Rupelmonde. Parma's plan werkte want grote Vlaamse steden Gent, Ieper en Brugge konden het jaar erop worden ingenomen. Vlaanderen was hiermee bijna volledig in Spaanse handen. Datzelfde jaar 1584 sloeg Parma ook het beleg rond Brussel en Antwerpen. Antwerpen werd met de bouw van een enorme schipbrug volledig afgesloten van de buitenwereld. Na een beleg van een jaar moest de stad op 17 augustus 1585 capituleren. Brussel was daarvoor al ingenomen. De val van Antwerpen, zeventien jaar na het begin van de opstand, had grote economische en sociale consequenties en de gebeurtenis wordt ook gezien als de definitieve scheuring tussen de noordelijke en Zuidelijke Nederlanden.

### Engelse interventie
Het grondgebied van de generaliteit was in 1585 bijna gekrompen tot het grondgebied van de Unie van Utrecht. Alleen Holland, Zeeland, Friesland en Utrecht waren nog volledig in Nederlandse handen. De situatie was voor de opstandelingen uiterst benard. Van Frankrijk viel geen hulp te verwachten. De Staten-Generaal bood koning Hendrik III van Frankrijk de soevereiniteit aan, maar deze weigerde, omdat hij geen oorlog met Spanje wilde riskeren. Daarom vertrok een delegatie naar Elizabeth I van Engeland voor steun. De soevereiniteit wilde zij niet aanvaarden. Wel besloot zij de opstandelingen met het Verdrag van Nonsuch te steunen met het verlenen van militaire bijstand om Spanjes kracht in te dammen. De Nederlanden werden hierdoor een protectoraat van Engeland.
Elizabeths steun was niet vrijblijvend. In ruil moesten de opstandige provincies haar vertrouweling Robert Dudley, graaf van Leicester accepteren als gouverneur-generaal. Zijn komst in januari 1586 leidde meteen tot een botsing met de belangrijkste provincie Holland. De plannen die Leicester had, botsten met de belangen van Holland, waar Johan van Oldenbarnevelt als landsadvocaat de meest invloedrijke figuur was. Nog voor de komst van Leicester benoemde Holland, de achttienjarige zoon van Willem van Oranje, Maurits van Nassau, tot stadhouder van Holland en kapitein-generaal over de troepen betaald door Holland. Leicesters positie was zwak.
Parma bleef zijn opmars vervolgen met succesvolle innames van Nijmegen, Grave, Venlo, en Sluis. Leicester kon alleen Doesburg in 1586 hier tegenover stellen. Nog meer tegenslagen kreeg Leicester te verduren toen Deventer en een schans bij Zutphen waar Engelse soldaten waren gelegerd zich lieten omkopen door Parma. Voor hem was het nu mogelijk de IJssel over te steken en de Veluwe binnen te trekken. Het verraad leidde tot een volkswoede en een groot wantrouwen richting de Engelsen. Leicester probeerde een staatsgreep te plegen, maar deze mislukte. Zijn positie was onhoudbaar geworden en hij vertrok in december 1587 naar Engeland.
Met het vertrek van Leicester in 1587 kwam de leiding weer bij de Staten-Generaal te liggen. Zij besloten de soevereiniteit niet meer aan een buitenlandse vorst aan te bieden ondersteund met het staatsrechtelijk betoog de deductie van Vrancken. Op 12 april 1588 ontsloegen de Staten-Generaal de ambtenaren van hun eed van trouw aan Leicester en droegen hun een nieuwe eed op aan de Staten-Generaal. Dezelfde dag gaven de Staten-Generaal aan de Raad van State de instructie van 12 april 1588, waarmee de soevereiniteit van Leicester aan de Raad werd overgedragen. Hiermee was de zelfstandige Republiek der Verenigde Nederlanden een feit.

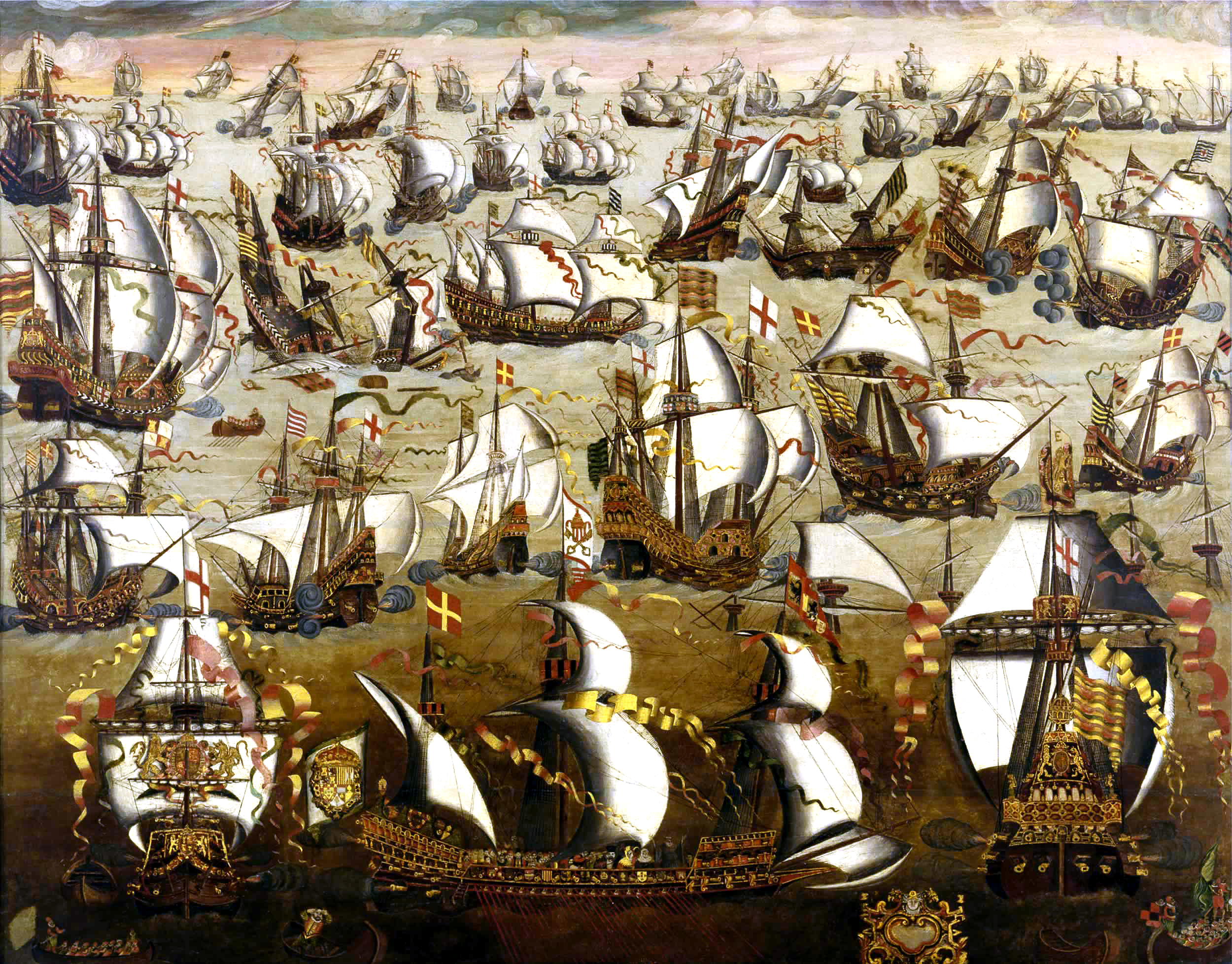
De Spaanse Armada in gevecht met Engelse en Nederlandse schepen, anoniem Engels, late zestiende eeuw. De Armada, bedoeld voor de invasie van Engeland, werd in de zomer van 1588 verpletterend verslagen.

Filips II zag in de steun van de Engelse koningin aan de rebellen een reden om Engeland aan te vallen. Hij liet in Spanje een enorme vloot van oorlogsschepen en transportschepen bouwen. Met deze vloot moest een invasieleger van Parma over het Kanaal naar Engeland gezet worden. De verraste Engelsen zouden snel verslagen worden en daarna kon de strijd tegen de Nederlanders voortgezet worden. De Engelsen en Nederlanders kwamen echter achter het plan en bereidden zich voor. Toen de Spaanse Armada het zuiden van Engeland bereikte op 29 juli 1588 werd zij opgewacht door Engelse en Nederlandse schepen. De logge Spaanse schepen, die onderweg geteisterd waren door stormen, maakten geen kans tegen de snellere Engelse en Nederlandse aanvallers. De Armada werd verslagen en de invasie was mislukt. Het Spaanse Beleg van Bergen op Zoom (1588) eindigde op 13 november 1588 ook met een Staats-Engels ontzet.

## Geregelde oorlog
Met het zelfstandig worden van de Republiek der Zeven Verenigde Nederlanden kwam de Tachtigjarige Oorlog in een nieuwe fase. Niet meer was het een opstand tegen het wettelijk gezag, de Spaanse kroon, zoals in de eerste twee decennia. Geleidelijk is de strijd verworden tot een geregelde oorlog tussen twee staten, de Republiek tegen de heroverde Nederlanden bestuurd vanuit Brussel en Madrid. 

### Noord-Nederlandse tegenaanval

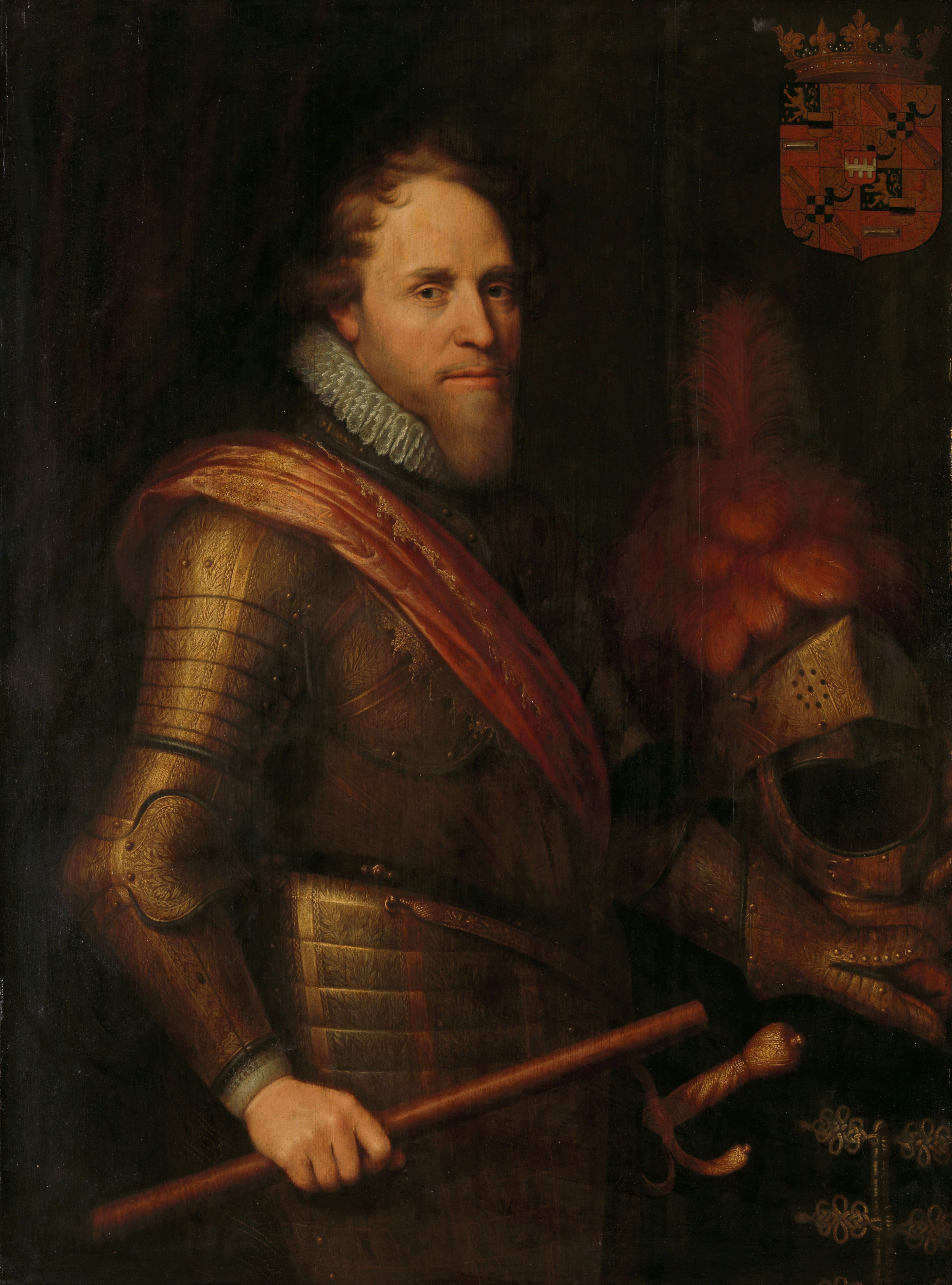
Maurits van Nassau vergrootte en versterkte de Republiek aanzienlijk, door Michiel Jansz van Mierevelt, tussen 1607 en 1613.

De Friese stadhouder Willem Lodewijk reisde in 1589 tweemaal naar Den Haag, beide keren om bij de Staten-Generaal te pleiten voor uitbreiding van het Staatse leger en omschakeling van defensieve naar offensieve oorlogvoering. De Staten waren aanvankelijk op hun hoede, onzeker of Farnese zijn inspanningen echt op Frankrijk concentreerde en niet plots zou omkeren en de rebellen verrassen. Pas nadat Maurits met het Turfschip van Breda op 4 maart 1590 een belangrijke stad had veroverd waarop Farnese niet reageerde, moedigde dit de Staten aan om offensieve militaire operaties voor het campagneseizoen van 1591 te steunen.
In 1589 wist Parma Geertruidenberg in handen te krijgen doordat het muitende garnizoen zich liet omkopen. Hij zette door naar Zaltbommel maar wist deze stad niet te bemachtigen door een muiterij van zijn eigen troepen. Tijd om dit op te lossen en de Republiek de genadeklap te geven kreeg Parma niet. Het plan veranderde en hij werd door Filips II naar Frankrijk gezonden.
In Frankrijk was opnieuw de Hugenotenoorlog uitgebroken. De oorlog ging tussen de koning Hendrik van Navarre en de Franse katholieken verenigd in de katholieke Liga. De vorige Franse koning Hendrik III was kinderloos overleden en had zijn zwager de protestantse Hendrik van Navarre aangewezen als troonopvolger. Voor Filips II was een protestants Frankrijk een te grote dreiging voor het katholicisme in Europa. Filips II steunde daarom de Liga. Dit was voor hem belangrijker dan de strijd tegen de opstandige Nederlanders. Hij gaf de hertog van Parma daarom opdracht zich op Frankrijk te richten. Hierdoor moest de strijd in het noorden opgegeven worden omdat strijd leveren op twee fronten financieel onhaalbaar was. Na drie invallen in Frankrijk raakte Parma in 1592 gewond en overleed. Hij werd opgevolgd door Ernst van Oostenrijk die een jaar later ook al overleed. Een ander probleem ontstond toen Spanje de hoge leningen niet meer kon afbetalen en bankroet ging.
Voor de Republiek verbeterde de situatie daardoor sterk. De periode die volgde werd door historicus Fruin de Tien jaren genoemd. De Nederlandse Opstand ontwikkelde van vrijwel hopeloos in 1588 tot vrijwel gewonnen in 1598. Naast de Spaanse inmenging in de Franse Hugenotenoorlogen was deze ontwikkeling ook toe te schrijven aan de politieke bekwaamheid van Johan van Oldenbarnevelt en de militaire bekwaamheid van Maurits van Nassau, de latere prins van Oranje.
Het Staatse leger werd door Maurits en zijn neef Willem Lodewijk van Nassau hervormd. Het werd verdeeld in kleinere eenheden waardoor het wendbaarder werd. Ook kwam er een stelsel van verstaanbare bevelen en werd een strenge discipline afgedwongen. Met deze en andere hervormingen was het leger lange tijd dé militaire leerschool van Europa.

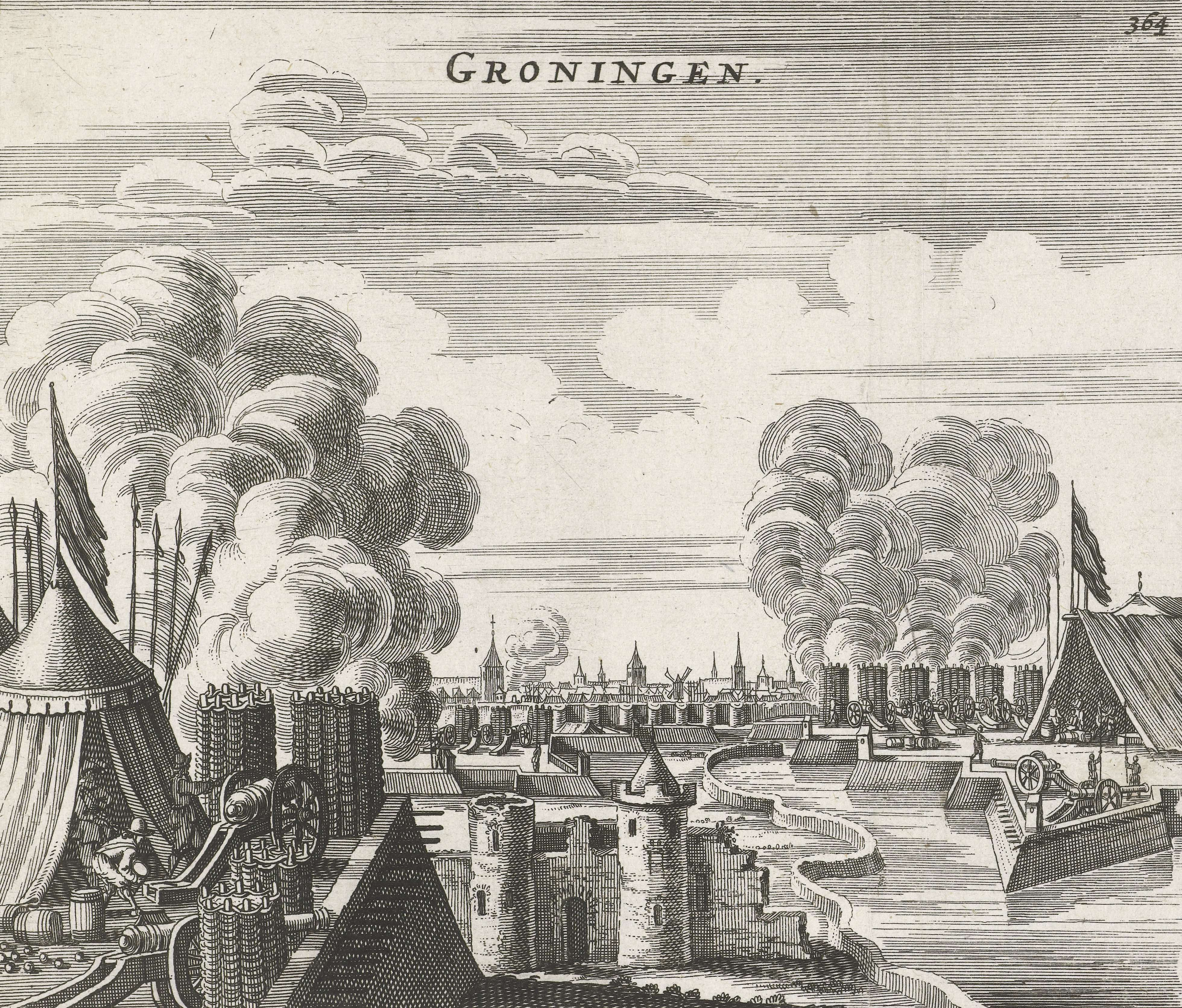
Met de inname van Groningen in 1594 was het noorden weer terug in Staatse handen nadat het in 1580 overging op Spanje met de overgang van Rennenberg.

De gelegenheid brak aan om in plaats van een defensieve oorlog, een offensieve oorlog te voeren. De verovering van Breda in 1590 via een list met een turfschip, overtuigde in de eigen kracht. Plannen werden voorbereid en de financiën verhoogd voor het voeren van een offensieve oorlog. De Republiek was omsingeld met steden in het oosten, noorden en zuiden die in Spaanse handen waren. Ieder gewest zag graag nabij gelegen steden veroverd worden. Van Oldenbarnevelt kreeg het voor elkaar om allen te overtuigen het eigen belang opzij te zetten en eerst de steden in Gelderland en Overijssel te veroveren, omdat die de grootste dreiging voor het hart van de Republiek vormden. Daarna zou het mogelijk worden in het noorden en in het zuiden door te pakken. Zo geschiedde en de jonge republiek boekte hierop een reeks militaire successen.
In 1591 begon Maurits een veldtocht in het oosten van het land. Hij veroverde achtereenvolgens Zutphen, Deventer, Delfzijl, Hulst en Nijmegen. In 1592 werden in het noorden Steenwijk en Coevorden heroverd. In 1593 volgde de inname van het Brabantse Geertruidenberg, in 1594 vond de 'reductie' van het hele gewest Groningen plaats.
Albrecht van Oostenrijk arriveerde in 1596 in de Nederlanden als nieuwe landvoogd en veroverde kort na zijn aankomst Calais en Hulst. Engeland en Frankrijk gingen een alliantie aan in 1596 mede door de Spaanse verovering van Calais. Door de korte afstand tot Engeland werd de Spaanse inname gezien als een pistool op de borst van Engeland. De Republiek werd gevraagd zich aan te sluiten en zo ontstond de Triple Alliantie. In de praktijk veranderde er weinig na het sluiten van het verbond. Iedere partij bleef zijn eigen strategie volgen.
Toen Albrecht dus in 1597 naar Frankrijk trok om Amiens te belegeren, zagen de Nederlanders kans voor een nieuwe veldtocht in plaats van Frankrijk te hulp te schieten. In het oosten werden Rijnberk, Meurs, Grol (nu Groenlo), Bredevoort, Enschede, Ootmarsum, Oldenzaal en Lingen ingenomen.
Maurits' overwinningen betekenden een enorme opsteker voor de Republiek. Het gebied van de Unie van Utrecht was weer in Staatse handen waarmee zogezegd de Tuin van de Republiek was gesloten.

### Patstelling en onderhandelingen

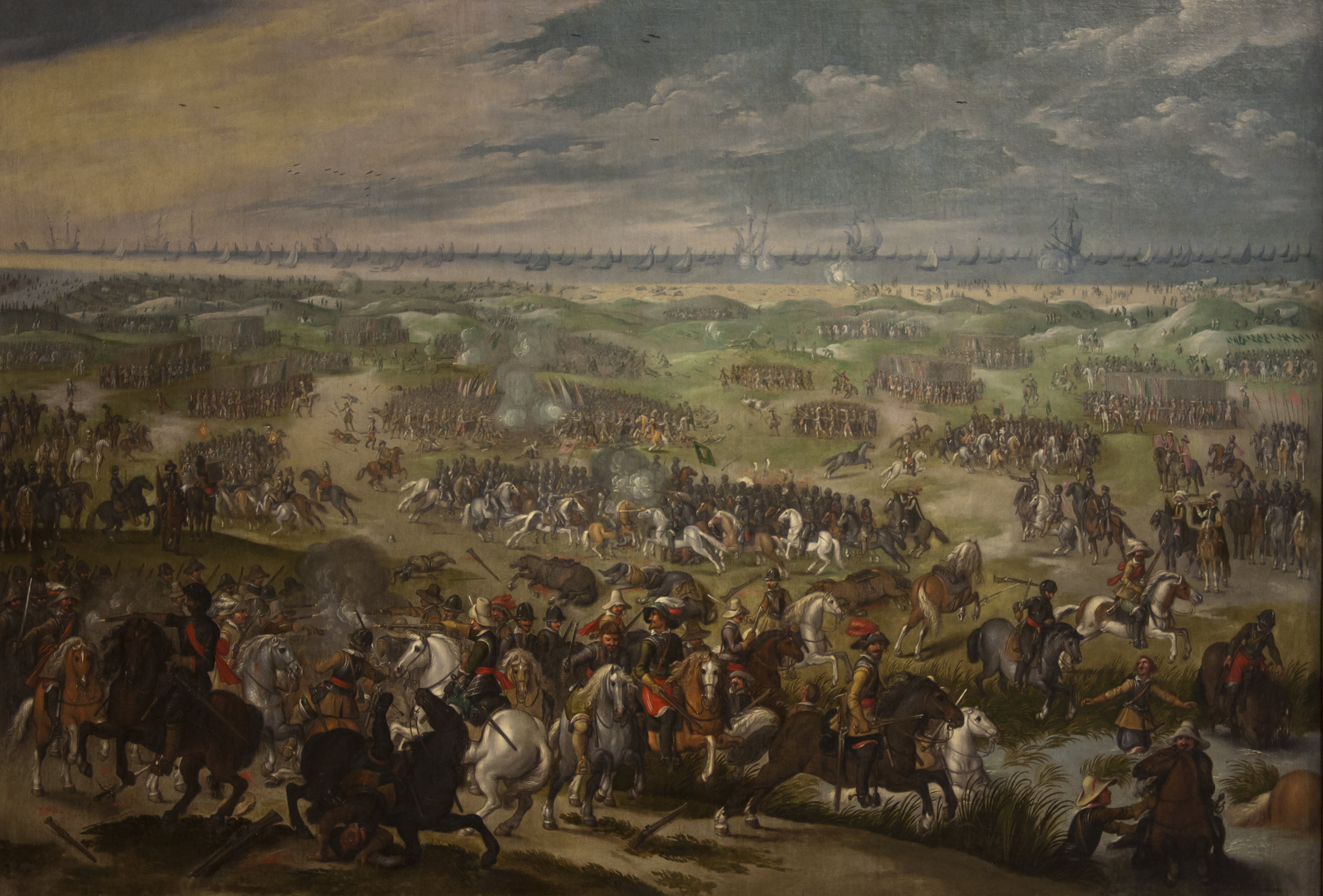
De Slag bij Nieuwpoort in 1600 werd gewonnen door Maurits, echter zonder dat hij de stad kon innemen, door Sebastiaen Vrancx, 1640.

In de periode van 1599 tot 1604 trachtte de Republiek de offensieve oorlog voort te zetten, maar het lukte hen niet de kracht van de Spaanse koning te breken. Financieel uitgeput sloten Frankrijk en Spanje de Vrede van Vervins in 1598. Spanje kon zich hierdoor weer volledig richten op de Republiek. Omdat de zeventigjarige Filips II zijn einde voelde naderen, bepaalde hij in 1598 dat zijn dochter Isabella zou trouwen met Albrecht om samen als 'soevereine vorsten' over de Nederlanden te regeren. De sluiting van het huwelijk heeft hij niet meer meegemaakt. Op 13 september van datzelfde jaar overleed Filips II en werd opgevolgd door zijn niet al te bekwame zoon Filips III.
Spanje zette de Republiek militair en economisch onder druk om hen een vredesvoorstel te laten accepteren. Met een groot leger veroverde Francesco de Mendoza Rijnberk en Doetinchem. Maurits beschikte over een veel kleiner leger maar kon door handig manoeuvreren een verdere opmars voorkomen. Op economisch gebied werd de handel tussen het Iberisch schiereiland en de Nederlanders verboden. Ondanks de druk van het Spaanse leger vertrouwden Johan van Oldenbarnevelt en Maurits Spanjes bedoelingen niet en gingen niet op het vredesaanbod in. Opnieuw in 1599 zette Spanje een grote aanval in. Mendoza viel de Bommelerwaard binnen en sloeg het beleg voor Zaltbommel. Weer kon Maurits beschikken over een veel kleiner leger maar wist de stad desondanks succesvol te verdedigen. Het beleg werd afgebroken en kort daarop kreeg het Spaanse leger weer te maken met muiterijen.
Johan van Oldenbarnevelt wilde gebruik maken van de muiterijen in het Spaanse leger. Vanuit de Vlaamse kuststeden Nieuwpoort en Duinkerke waren kapers actief die voor veel schade zorgden aan de Nederlandse handelsvloot en visserij. In een gewaagd plan werd Maurits met het leger diep vijandelijk gebied in gestuurd om deze steden aan te vallen. Albrecht kon echter op tijd de muiterij bedwingen en snelde naar Nieuwpoort waar hij Maurits verraste. De Slag bij Nieuwpoort die volgde kon maar net gewonnen worden door Maurits. De overwinning was een keerpunt in de oorlog nu bewezen was dat het Staatse leger zich prima kon meten met het Spaanse leger. Na de slag trok het Nederlandse leger zich terug.

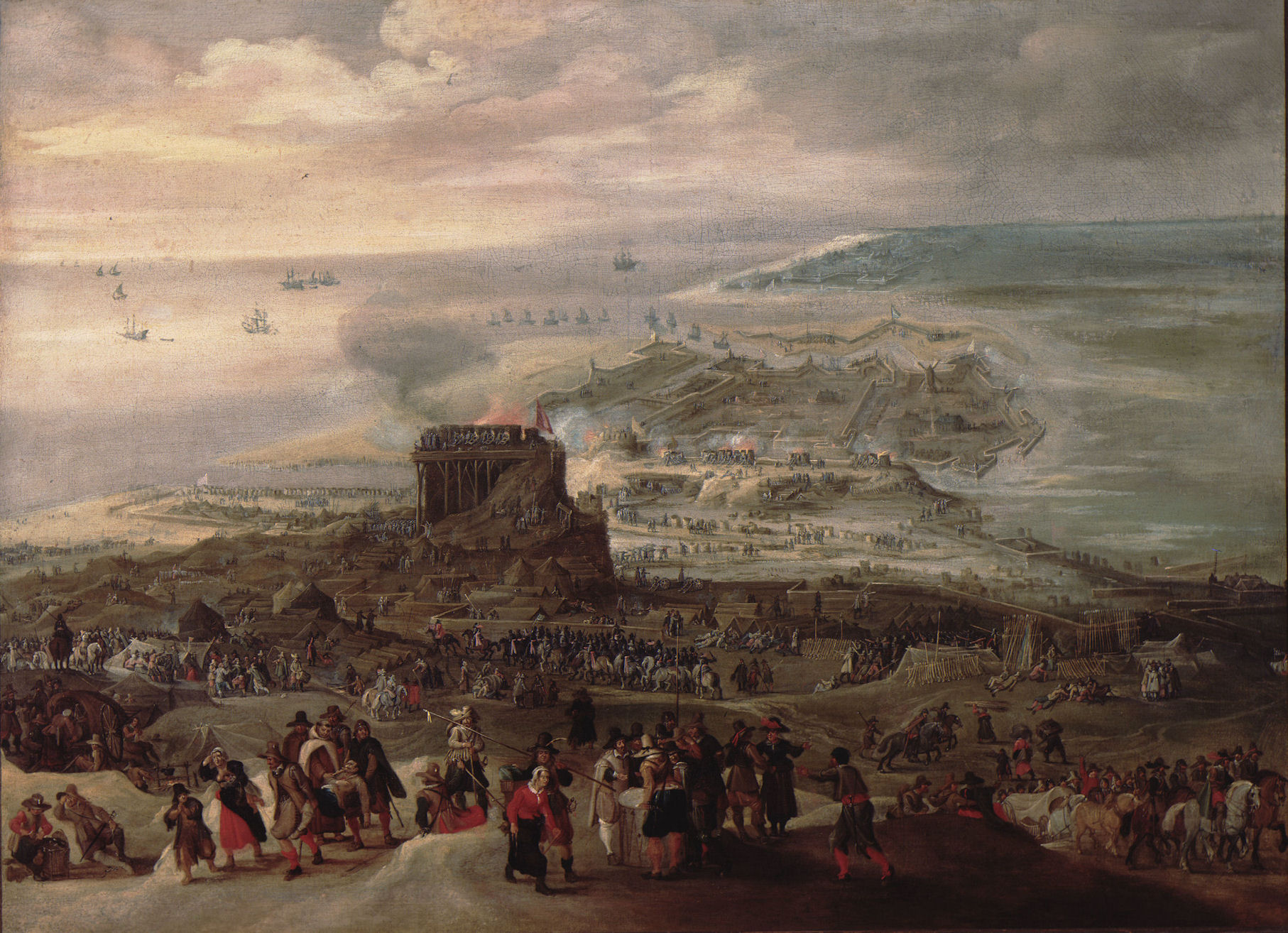
Het Beleg van Oostende, een stad die na een belegering van drie jaar werd veroverd door Ambrogio Spinola, door Peter Snayers.

Albrecht begon in 1601 met het Beleg van Oostende dat zou verworden tot een van Europa's bloederigste en langstdurende belegeringen. In een poging het Spaanse leger weg te lokken van Oostende belegerde Maurits andere steden. Tussen 1601 en 1604 veroverde hij Rijnberk, Grave, Aardenberg en Sluis en tweemaal deed hij een vergeefse poging om 's-Hertogenbosch te veroveren. Albrecht boekte weinig vooruitgang ondanks de enorme uitgaven in geld en mensenlevens. In 1603 werd, in ruil voor financiering van de belegering, het bevel over de troepen overgedragen aan Ambrogio Spinola. Spinola, een Genuese bankier, bleek een militair talent te zijn en kreeg Oostende in 1604 in handen. De nieuwe Engelse koning Jacobus I sloot vrede met Spanje waardoor de Republiek zijn laatste bondgenoot verloor.
Het jaar erop stootte Spinola met zijn versterkte leger razendsnel door de verdedigingsgordel van de Republiek heen in wat nu Spinola's veldtocht heet. Dat jaar werden Oldenzaal en Lingen veroverd. Spinola was de Nederlanders iedere keer een stap voor. De terreinwinsten van Spinola verplichtten Maurits om steeds meer manschappen in te zetten in garnizoenen waardoor minder man overbleef voor het veldleger. Een jaar later in 1606 vielen Lochem, Groenlo en Rijnberk. Lochem kon naderhand nog heroverd worden maar de herovering van Groenlo mislukte. Een impasse ontstond doordat beide partijen financieel uitgeput waren. In 1607 werd een wapenstilstand afgesproken zodat in de tussentijd over een vrede onderhandeld kon worden.
Op zee had de Republiek evenwel nog weinig te vrezen van Spanje. Bijna tegelijkertijd met het sluiten van de tijdelijke wapenstilstand, vernielden op 25 april 1607 Nederlandse oorlogsschepen onder leiding van Jacob van Heemskerck een Spaanse vloot, nog gedeeltelijk in aanbouw in de haven van Cádiz. Deze zeeslag staat bekend als de Zeeslag bij Gibraltar. Een andere winst was het intrekken van de handelsboycot die Spanje had opgelegd tegen Nederlandse handelsschepen. Spanje bleek te veel afhankelijk van de Nederlandse handel. Tot slot was de Vereenigde Oostindische Compagnie (VOC) mede opgericht om de Spanjaarden ook in Indië afbreuk te doen.
Tijdens de besprekingen kon geen overeenstemming bereikt worden over een definitieve vrede. Wel werd op 9 april 1609 in Antwerpen besloten tot een bestand, dat uiteindelijk twaalf jaar zou duren.

### Twaalfjarig Bestand

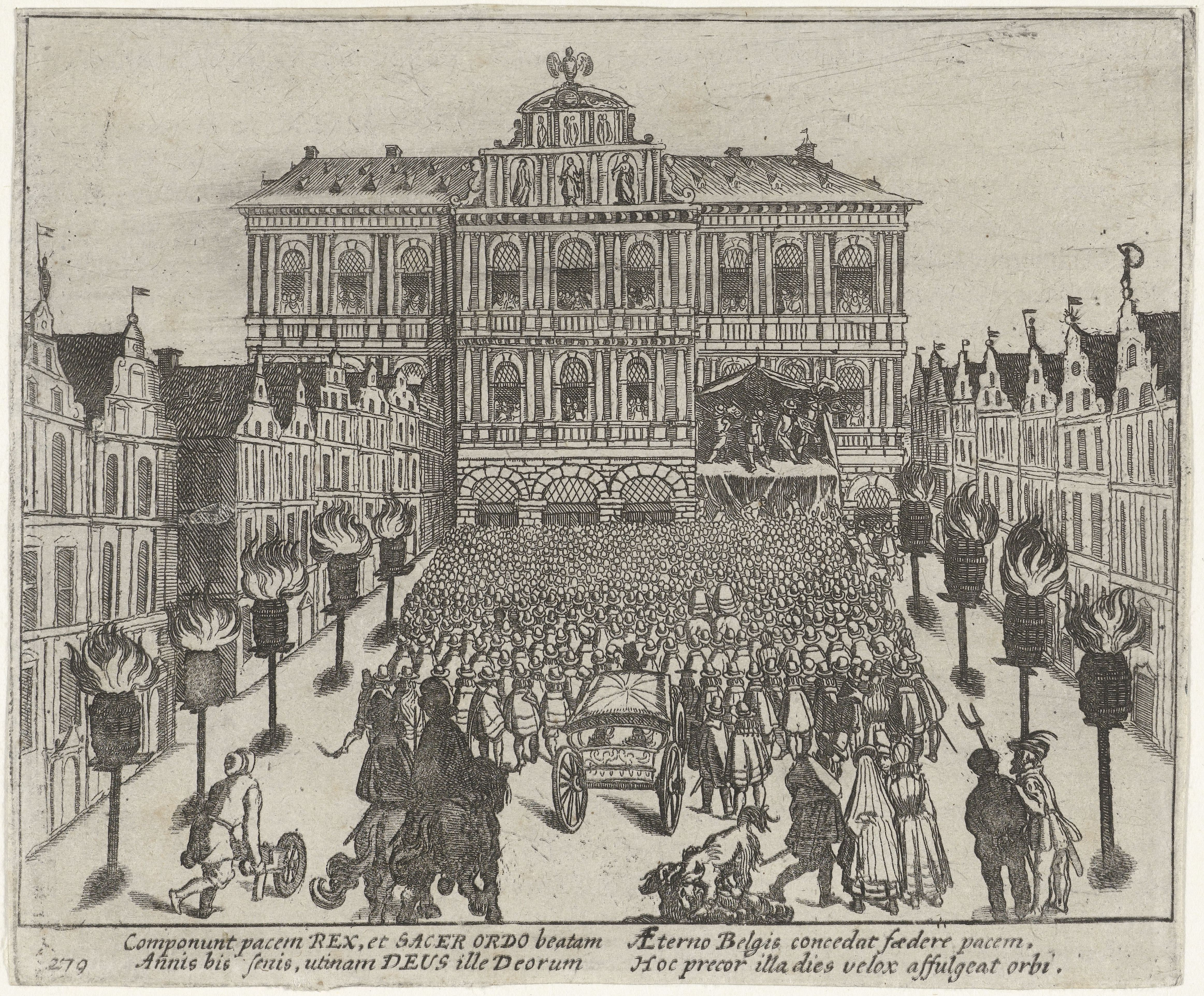
Afkondiging van het Twaalfjarig Bestand aan het Antwerps stadhuis, door Simon Frisius.

Na het sluiten van de wapenstilstand werden het leger en de vloot aan beide zijden drastisch ingekrompen om de financiële lasten te verlichten. De vrede tussen de Republiek en Spanje bleef twaalf jaar gehandhaafd ondanks de conflicten in binnen- en buitenland.
Een van die conflicten was de Gulik-Kleefse Successieoorlog. In 1609 overleed Johan Willem, de laatste hertog van Gulik, Kleef en Berg. Verschillende Duitse vorsten maakten aanspraak op de erfenis, waarvan de Wolfgang Willem paltsgraaf van Neuburg en de Johan Sigismund keurvorst van Brandenburg de belangrijkste waren. Doordat de landen waar het om ging dicht tegen de Nederlandse oostgrens lagen was het een conflict van Europees belang. De keizer liet Gulik bezetten, maar dit was een te grote dreiging voor de Republiek. Samen met Frankrijk verjoeg Maurits daarop de keizerlijken uit Gulik. De strijd laaide opnieuw op in 1614 en Maurits versterkte Gulik en bezette met een Staats leger Rees. Onverwachts trok Spinola met een Spaans leger eveneens op en veroverde Aken en Wezel. Beide generaals bezetten vervolgens meerdere steden zonder de confrontatie met elkaar aan te gaan. De wapenstilstand werd zodoende niet geschaad. Met het verdrag van Xanten kwam definitief een oplossing voor het conflict en kwamen de gebieden Kleef en Mark toe aan de keurvorst en Gulik en Berg aan de paltsgraaf. Zowel de Republiek als Spanje mochten tevens garnizoenen houden in de door hen veroverde steden als vooruitgeschoven posten ter verdediging van de eigen gebieden.
De Republiek was na het sluiten van het bestand een feitelijk erkende onafhankelijke mogendheid. Binnen de Republiek ontstond tijdens dit Treves, zoals het bestand ook genoemd werd, nieuwe godsdienstige en politieke verdeeldheid, de Bestandstwisten. Volgelingen van de geestelijke Jacobus Arminius, de remonstranten, kregen een conflict met de volgelingen van Franciscus Gomarus, de contraremonstranten. Behalve een godsdienstig meningsverschil, speelde er vooral een politiek conflict. De remonstranten waren meer republikeins dan de contraremonstranten, die meer zagen in een sterke positie van het Huis van Oranje. Daarnaast waren de remonstranten voor de wapenstilstand geweest en de contraremonstranten tegen de wapenstilstand. Johan van Oldenbarnevelt stond aan de kant van de remonstranten en Maurits koos partij voor de contraremonstranten. Het conflict escaleerde met het plegen van een staatsgreep door Maurits en zijn leger. Van Oldenbarnevelt werd gearresteerd en veroordeeld wegens hoogverraad. Op 13 mei 1619 werd hij op het Binnenhof in Den Haag onthoofd en was Maurits naast militair leider nu ook de onbetwiste politiek leider van de Republiek.
Ondertussen was in Duitsland een oorlog uitgebroken nadat in 1618 protestantse edelen in Bohemen de koning uit het huis Habsburg afzetten. De afgezette koning Ferdinand II, tevens twee jaar later de keizer van het Heilige Roomse Rijk, riep de hulp in van de Spaanse koning Filips III. De protestantse edelen riepen op hun beurt de hulp in van andere Duitse protestantse vorsten boden de Frederik V keurvorst van de Palts de kroon van Bohemen. De Republiek werd bij de oorlog betrokken door het bondgenootschap die zij had met de Duitse protestanten. Zodoende ontaardde een lokale strijd in een Europese oorlog die bekend zou staan als de Dertigjarige Oorlog. Frederik V werd in 1620 verslagen door Ferdinand en ging in ballingschap in Den Haag.
Voor de Zuidelijke-Nederlanden braken onder het bestuur van de aartshertogin Isabella en haar gemaal Albrecht in het algemeen jaren van relatieve rust en welvaart aan. In deze periode kwam het tot een opbloei van de kunsten en werd de positie van de Rooms-Katholieke Kerk verstevigd.

### De Republiek in het defensief

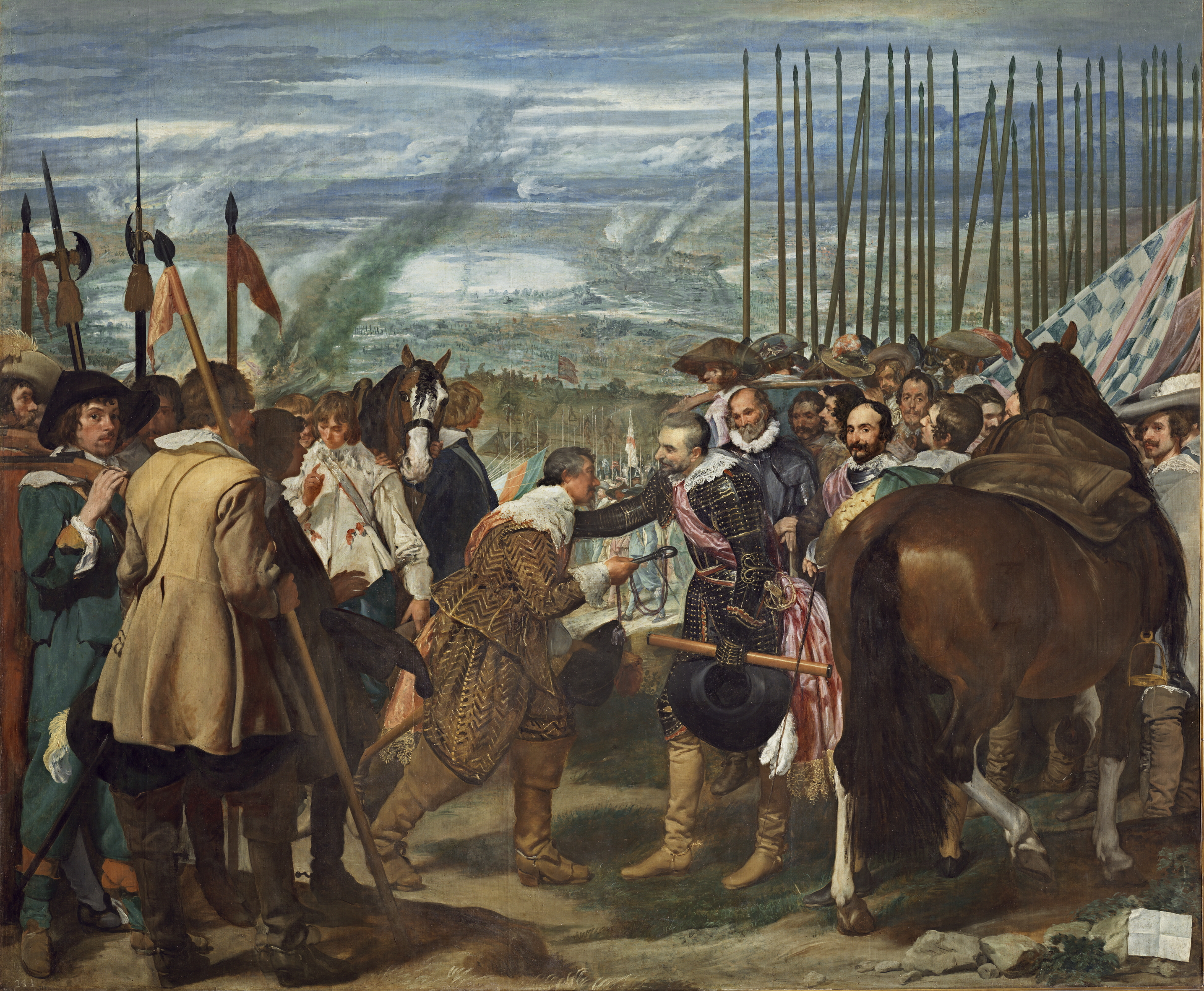
De overgave van Breda, door Diego Velazquez, waarop Justinus van Nassau de sleutels van de stad overdraagt aan de opperbevelhebber van het Spaanse leger Ambrogio Spinola.

Op 9 april 1621 liep de wapenstilstand tussen de Republiek en Spanje af en meteen werd de strijd hervat. In Spanje was de zestienjarige Filips IV zijn overleden vader op 31 maart opgevolgd. Hij en zijn nieuwe adviseur Olivares zagen de wapenstilstand als een vernedering voor Spanje en wilden de Spaanse grandeur herstellen met het aangaan van een offensieve strijd. Maurits, die sinds de val van Johan van Oldenbarnevelt praktisch de leiding had in de Republiek, was net als de meerderheid in de Staten-Generaal voor voortzetting van de oorlog. Na het aflopen van het bestand overleed Albrecht van Oostenrijk op 13 juli. Isabella volgde hem op als soeverein van de Zuidelijke Nederlanden, maar doordat hun huwelijk kinderloos was gebleven, kwam de macht bij Spanje te liggen.
Spanje verhoogde de geldzendingen naar de Zuidelijke Nederlanden tot 900.000 guldens per maand. Niet alleen moest de Republiek op het land bestreden worden, ook moest zij op het water dwarsgezeten worden aangezien de Republiek daar economisch gezien veel te verliezen had. De Spaanse vloot werd uitgebreid, de vanuit Duinkerke opererende kapers werden gesteund en een handelsembargo werd ingesteld. Deze tactiek zorgde er inderdaad voor dat de Republiek in de verdediging gedwongen werd. De Republiek op haar beurt liet de Vlaamse kust met Staatse oorlogsschepen blokkeren, legde hoge tarieven op voor handelen met de vijand en de West-Indische Compagnie (WIC) werd opgericht om Spanje te hinderen in het Atlantische gebied. De Republiek had geen geld om een duur veldleger bijeen te brengen en daarmee werd het initiatief aan Spinola gegeven.
Spinola concentreerde zich na afloop van het bestand op de Duitse gebieden waarvan sommige steden al bezet waren sinds het Twaalfjarig Bestand. In februari 1622 werd Gulik veroverd, waarbij Maurits niet in staat bleek de stad te ontzetten doordat doorgangen van tevoren waren bezet. Het jaar erop verwachtte Maurits een aanval in het oosten of noorden. Onverwachts sloeg Spinola vliegensvlug het Beleg van Bergen op Zoom in Brabant. Het werd een mislukking. De verliezen waren groot en bij het aantreden van Maurits met een leger moest het beleg opgeheven worden.
In 1623 werd het leger van de protestantse bondgenoten van de Republiek verslagen door het keizerlijke leger bij Stadtlohn.
In augustus 1624 sloeg Spinola het beleg voor Breda. Het was een gewaagde onderneming doordat het al laat in het seizoen was. Spinola verwachtte de stad voor de winter in te kunnen nemen, maar dit was een misrekening: het zou tot juni 1625 duren voor hij Breda innam. De belegering was een aanslag op de Spaanse schatkist en had veel levens gekost. De prijs die betaald werd stond niet in verhouding met wat bereikt werd. Een sterke stad was nu in handen, maar de Republiek was niet naar de onderhandelingstafel gedwongen. Al tijdens het Beleg van Breda besloot Filips IV de strategie te wijzigen. Het leger werd ingekrompen en op land werd overgegaan op een goedkopere verdedigende oorlog. Op zee werd de offensieve oorlog echter gehandhaafd. Maurits was overleden in april 1625 en hij werd opgevolgd door zijn halfbroer Frederik Hendrik.

### De Republiek opnieuw in de tegenaanval

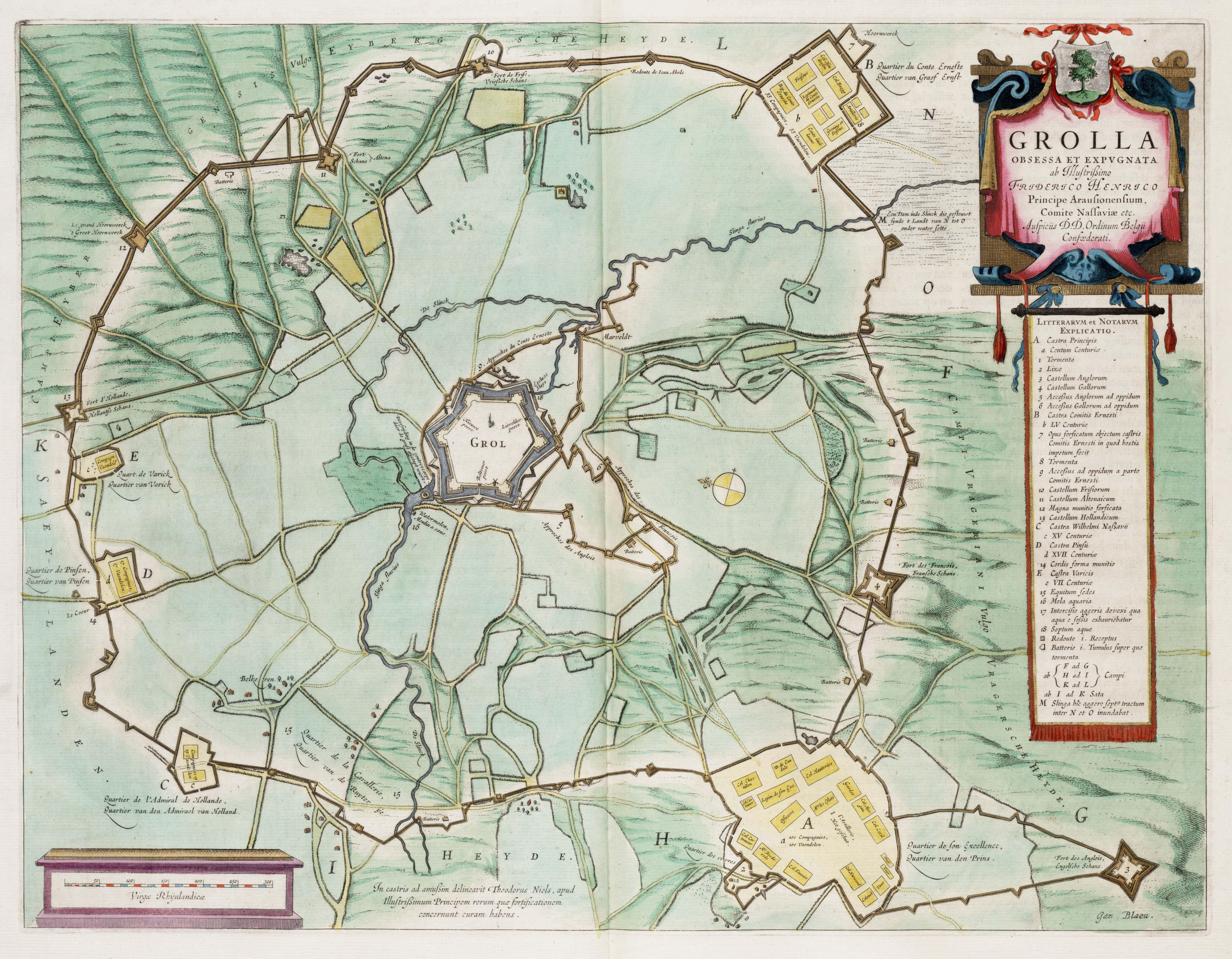
De circumvallatielinie rond Groenlo tijdens het beleg van 1627 door Frederik Hendrik. Kaart door J.Blaeu, 1649.

Spanje ging over op een defensieve landoorlog en de Duitse keizer had zijn handen vol door een Deense inval tijdens de Dertigjarige Oorlog. Dat gaf de Republiek de mogelijkheid in het offensief te gaan. Het was mede mogelijk door verdragen met Frankrijk, het subsidieverdrag van 1624 (financiële steun van Frankrijk), en met Engeland, het verdrag van Southampton van 1625, wat hen betrok bij de oorlog met Spanje.
Frederik Hendrik en zijn neef Ernst Casimir, die in 1620 zijn overleden broer Willem Lodewijk was opgevolgd, besloten in 1626 tot de verovering van Oldenzaal zodat Twente niet meer gebrandschat kon worden. In het opvolgende jaar werd Groenlo veroverd. Spanje kon dat jaar niet meer aan zijn betalingsverplichtingen voldoen en raakte bankroet.
Spinola vertrok in 1628 naar Madrid om te pleiten voor meer geld om het offensief voort te zetten of voor een vrede met Republiek nu de situatie nog redelijk gunstig was. Filips IV en Olivares wezen beide opties af en wilden wachten tot ook de keizer de Republiek zou aanvallen zodat de onderhandelingspositie van Spanje sterker zou zijn. Zover kwam het echter niet. Keizerlijke troepen onder Tilly, bezetten Oost-Friesland aan de grens met de Republiek, nadat ze de Deense koning Christiaan IV hadden verdreven. Maar tot een keizerlijke inval kwam het niet door veranderende prioriteiten en financiële problemen.

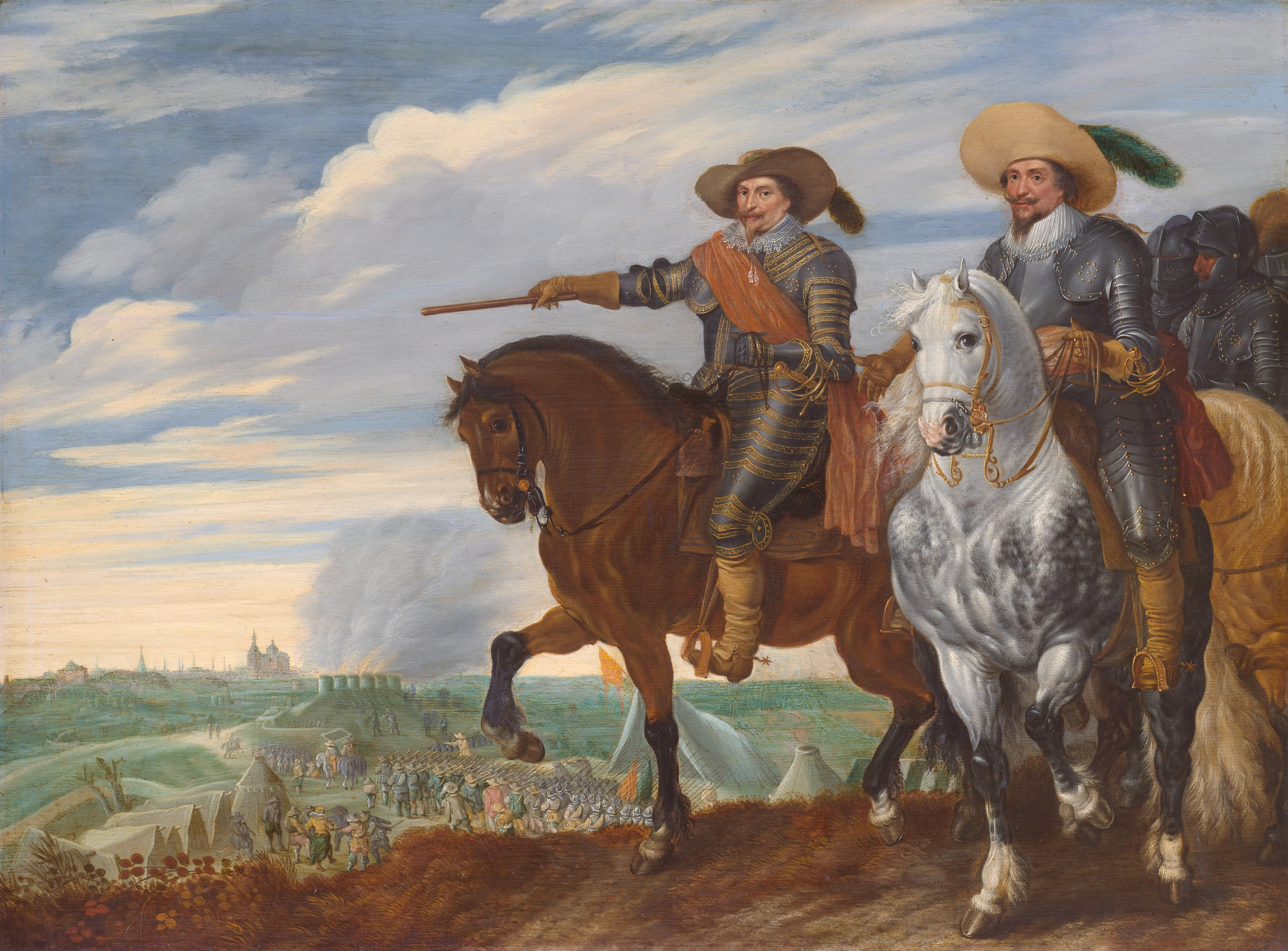
Frederik Hendrik en Ernst Casimir bij het Beleg van 's-Hertogenbosch, 1629, door Paulus van Hillegaert.

Na het vertrek van Spinola waren er problemen in het opperbevel van het Spaanse leger over de opvolging en miste het leger effectiviteit door geldgebrek. Spanje was in 1628 met Frankrijk verzeild geraakt in de Mantuaanse Successieoorlog in Noord-Italië waarvoor manschappen en geld vrijgemaakt moest worden. Tot overmaat van ramp veroverde de kaper Piet Hein in de Baai van Matanzas in naam van de Republiek een Spaanse Zilvervloot. De verovering zorgde in de Republiek voor geld en enthousiasme voor een grote onderneming.
Die grote onderneming werd het Beleg van 's-Hertogenbosch in 1629. In een poging de Staatse troepen weg te lokken van 's-Hertogenbosch kreeg de Spaanse koning hulp van de keizer die een leger ter beschikking stelde onder leiding van Ernesto Montecuccoli. Het koninklijke en keizerlijke leger stak de IJssel over, viel de Veluwe binnen en nam Amersfoort in. De inval zorgde voor paniek onder de bevolking maar het Beleg van 's-Hertogenbosch werd niet opgeheven. In plaats daarvan werd in allerijl het Staatse leger uitgebreid zodat garnizoenen van bedreigde steden versterkt konden worden. Uiteindelijk werd de Republiek bevrijd uit deze netelige positie door de plotselinge inname van Wesel waarna het koninklijke en keizerlijke leger zich terugtrok. 's-Hertogenbosch kwam niet veel later in Staatse handen. In het zuiden waren grote zorgen over de kracht van de Republiek en de zwakte van het Spaanse leger. Leek Spanje in 1625 na Breda nog oppermachtig, in 1629 waren de rollen omgedraaid.
Een jaar later werd van beide kanten niets ondernomen. In 1631 verzamelde de Republiek een groot veldleger voor een invasie in Vlaanderen. Deze werd echter teruggetrokken door een tegenactie van de Zuidelijke Nederlanden. Brussel had zelf een verrassingsaanval voorbereid. Een vloot in samenwerking met een veldleger viel de Republiek binnen. De inval resulteerde in de Slag op het Slaak die met veel moeite gewonnen werd door de Staatsen.
Frederik Hendrik en de Staten-Generaal wilden in 1632 wederom tot een grote aanval overgaan. In eerste instantie was het plan gericht op Antwerpen. Dit veranderde echter door plotselinge ontwikkelingen. Hendrik van den Bergh, een neef van Frederik Hendrik in Spaanse dienst, was zo ontevreden over het Spaanse gezag dat hij wilde overlopen naar de Republiek. Als stadhouder van Opper-Gelre kon hij voor een soepele doortocht langs de Maas zorgen. Daarnaast was het Spaanse Leger van Vlaanderen verzwakt doordat troepen naar de Nederpalts in Duitsland waren gezonden om de keizer te helpen tegen de Zweedse koning Gustaaf Adolf. Oranjes veldtocht langs de Maas die volgde resulteerde in de inname van de steden Roermond en Venlo. Het teruggetrokken koninklijk leger uit de Palts en een keizerlijk leger onder leiding van Pappenheim dat te hulp schoot konden niet voorkomen dat ook Maastricht werd ingenomen.

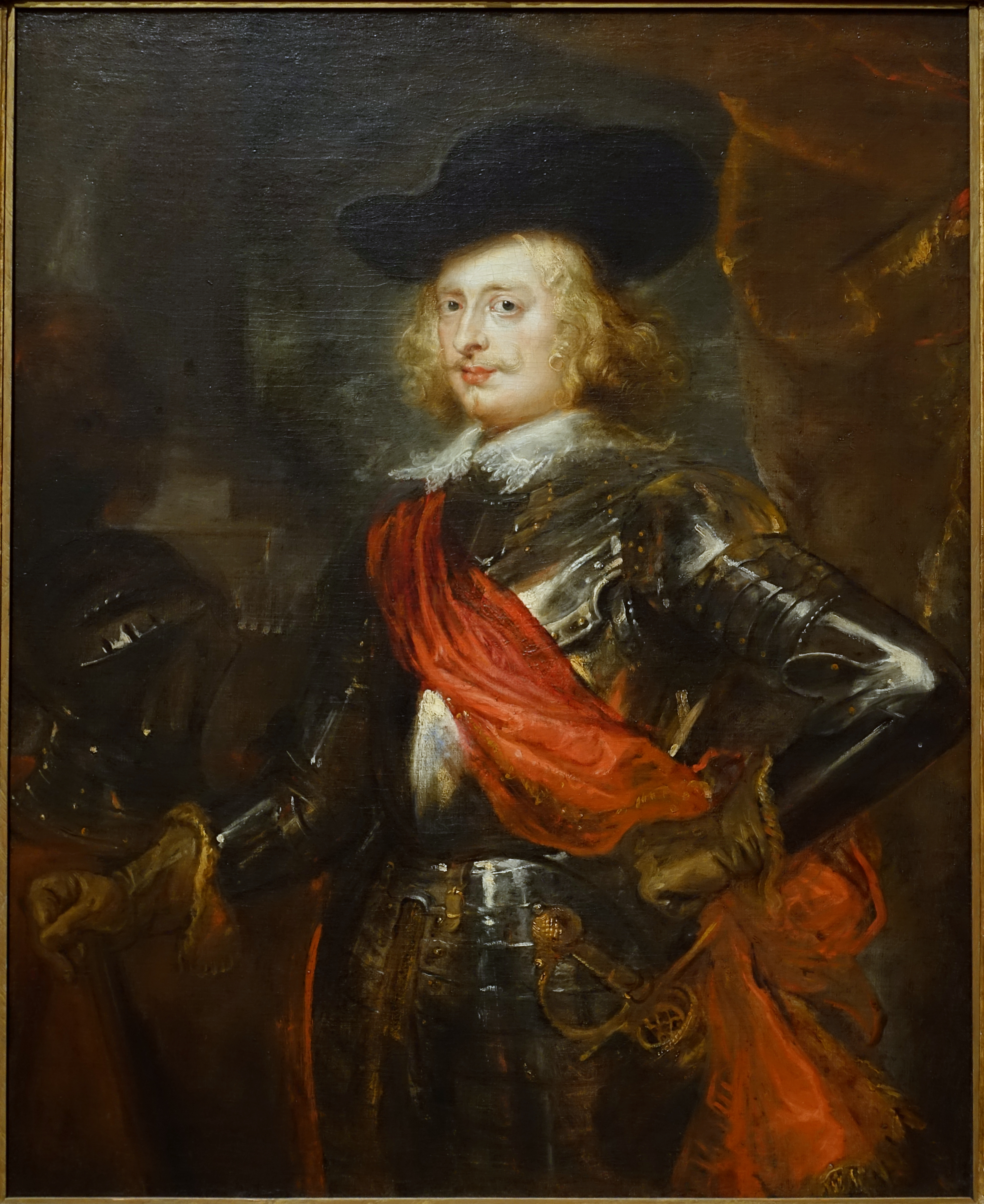
Kardinaal-infant Don Ferdinand, landvoogd van 1635 - 1641, door Peter Paul Rubens, c. 1635.

Na de dramatisch verlopen veldtocht voor Brussel werden vredesbesprekingen aangegaan met de Republiek zonder Madrid te hebben geraadpleegd. De onderhandelingen liepen echter op niets uit. Datzelfde jaar overleed Isabella. Tot de komst van de broer van Filips IV, de kardinaal-infant Don Ferdinand, werd Francisco de Moncada, markies van Aytona de interim-landvoogd. Hij deed een poging om het kort daarvoor verloren Rijnberk en Maastricht in te nemen maar zonder succes.
In september 1634 versloegen de Spaans-Keizerlijke troepen de Zweden in de Slag bij Nördlingen. Op 4 november 1634 kwam de nieuwe landvoogd Don Ferdinand met een leger aan in de Spaanse Nederlanden. Don Ferdinand zou weer een offensieve strijd gaan voeren. Niet alleen tegen het noorden en zuiden, maar ook in het oosten om de verbindingen met de keizer open te houden. Het was zijn taak om Spanjes macht en reputatie te herstellen na de dramatisch verlopen jaren tussen 1629 en 1633. Het doel was het veroveren van belangrijke steden zodat een wapenstilstand met gunstige voorwaarden gesloten kon worden. Als dat lukte kon capaciteit vrijgemaakt worden voor de strijd in Duitsland, en zou het overzeese conflict, met name in Brazilië gestaakt worden.

### Tweefrontenoorlog
De tegenstanders van de Habsburgers waren door Spaanse en keizerlijke troepen verslagen bij de Slag bij Nördlingen. Bevreesd voor de groeiende macht van de Habsburgers sloot de Franse eerste minister kardinaal de Richelieu een subsidieverdrag met de Republiek om hen in oorlog te houden. Een jaar later volgde een alliantieverdrag tussen de Republiek en Frankrijk waardoor Frankrijk direct betrokken raakte in een oorlog met Spanje. Spanje werd gedwongen een tweefrontenoorlog te voeren. Afgesproken werd om de Zuidelijke Nederlanden te verdelen onder beide partijen mocht de bevolking niet in opstand komen. Zelf ging Frankrijk zich ook mengen in de Dertigjarige Oorlog.

Nadat Spaanse troepen Schenkenschans overrompeld hadden in 1635 werd het de gehele winter omsingeld en in april 1636 heroverd door Staatse troepen. Door Gerrit van Santen.

In 1635 werd door de Republiek en Frankrijk een gezamenlijke veldtocht ondernomen. De twee legers werden bij Maastricht samengevoegd zodat een troepenmacht ontstond van 50.000 man. Het doel was naar Brussel te trekken om de oorlog in één klap te beslechten. Tienen werd ingenomen en geplunderd. Bevoorrading was een groot probleem voor het leger dat zich diep in vijandelijk gebied bevond. Daarnaast was het Franse leger slecht betaald en weinig gedisciplineerd. Vanwege deze problemen en het nieuws dat hulptroepen uit het Rijk onder Ottavio Piccolomini onderweg waren moest het Beleg van Leuven worden opgebroken. Tot overmaat van ramp voor de Republiek werd de uiterst belangrijke Schenkenschans in Gelderland overrompeld door Spaanse soldaten. De succesvolle Spaanse veldtocht werd afgemaakt met de inname van dichtbijgelegen steden, Kleef, Goch, Kalkar, Kranenburg en Gennep dat verbindingen met Schenkenschans verzekerde en met Valkenburg en Limburg dat Maastricht isoleerde. Filips IV en Olivares waren enthousiast over het behaalde resultaat en overtuigd dat met Schenkenschans in handen de oorlog in het hart van de Republiek gevoerd kon worden. De kardinaal-infant kreeg de opdracht de schans tegen elke prijs te behouden. Frederik Hendrik, bewust van het gevaar, spoedde zich naar de schans en blokkeerde hem de hele winter. In april 1636 werd hij na hevig bombarderen heroverd.
In 1636 vonden opnieuw vredesonderhandelingen plaats, maar wederom zonder resultaat. De Republiek ondernam dat jaar geen veldtocht door onenigheid over de grootte van het leger. Spaanse en keizerlijke troepen gingen ten aanval in Frankrijk en Corbie nabij Amiens, wat voor paniek in Parijs zorgde.
Om medewerking te krijgen van de Staten van Holland werd in 1637 besloten tot een aanval op Duinkerke. Dit kon op steun rekenen omdat de vanuit hier opererende koninklijke vloot nog steeds voor grote schade onder Nederlandse koopvaarders en vissers zorgde. Door de ongunstige wind ontstond er vertraging waardoor het verrassingseffect weg was en de Spanjaarden tijdig nabij Antwerpen een grote troepenmacht konden samenbrengen. De tocht naar Duinkerke werd geannuleerd en het alternatief werd het Beleg van Breda dat na tweeënhalve maand werd veroverd. Spanje wilde in 1637 Frankrijk binnenvallen maar moest het leger naar de grens met de Republiek sturen door de dreiging van de Republiek. Het lukte Don Ferdinand niet om Breda te ontzetten toen dat beleg gaande was, en hij trok daarom naar de Maasvallei om de steden Venlo en Roermond in te nemen. Maastricht kreeg hij niet in handen maar de linie aan de Staatse oostgrens was doorbroken De Fransen profiteerden van de Spaanse troepenconcentratie in het noorden en wisten vanuit het zuiden de plaatsen Landrecies, Maubeuge en Damvillers te veroveren.

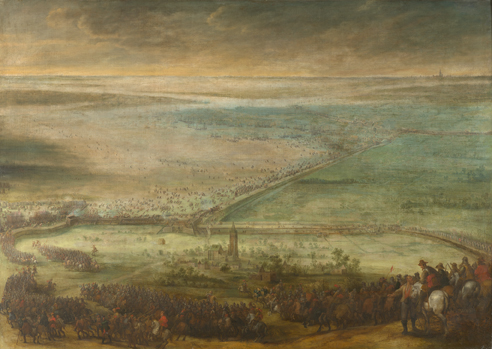
Bij de Slag bij Kallo in 1638 leed het Staatse leger een gevoelige nederlaag in een poging Antwerpen te belegeren. Door Peter Snayers.

Een inval in Vlaanderen door Staatse troepen had alleen kans van slagen als Antwerpen ingenomen zou worden. Voor Spanje was het onmogelijk tegelijkertijd een offensieve oorlog tegen zowel de Republiek als Frankrijk te voeren. Het belang van Brabant en Vlaanderen was groter voor Spanje dan de zuidelijkere provincies Henegouwen en Artesië en daarom kregen de eerste provincies meer bescherming. De strategie bleek succesvol. In juni 1638 deed de Republiek een poging Antwerpen te veroveren. Frederik Hendrik trok met de hoofdmacht op door Brabant richting de stad. Het legeronderdeel van Willem van Nassau-Siegen zou de stad van de Vlaamse kant benaderen en insluiten. Spaanse troepen wisten echter door zijn linies te breken en het leger verpletterend te verslaan in de Slag bij Kallo. De belegering van Antwerpen werd daardoor afgebroken. In dezelfde periode sloeg Frankrijk het beleg van Sint Omaars dat werd opgegeven na de komst van Piccolomini. Na de nederlaag bij Kallo werd een vergeefse poging gedaan Geldern te veroveren. Voor de Republiek was gebleken dat zolang het Spaanse leger niet werd weggeroepen voor een grote Franse invasie, het heel moeilijk was om een belegering te beginnen tegen Antwerpen, Brugge of Gent.
Frankrijk zette in 1639 twee legers in om de blamage van het voorafgaande jaar goed te maken. Voor de Republiek gaf dat hoop om ook iets te kunnen veroveren na een teleurstellend jaar. Het plan was om Hulst in te nemen. Echter toen de Staatse troepen klaar stonden in Bergen op Zoom om naar Vlaanderen te varen, had ook de kardinaal-infant een sterk leger verzameld in Vlaanderen. Frederik Hendrik deed nog een poging om dit leger weg te lokken maar dat mislukte. Ook het Franse leger had weinig succes. Het eerste leger werd verslagen bij Thionville door Piccolomini. Het tweede kreeg met succes Hesdin in handen.

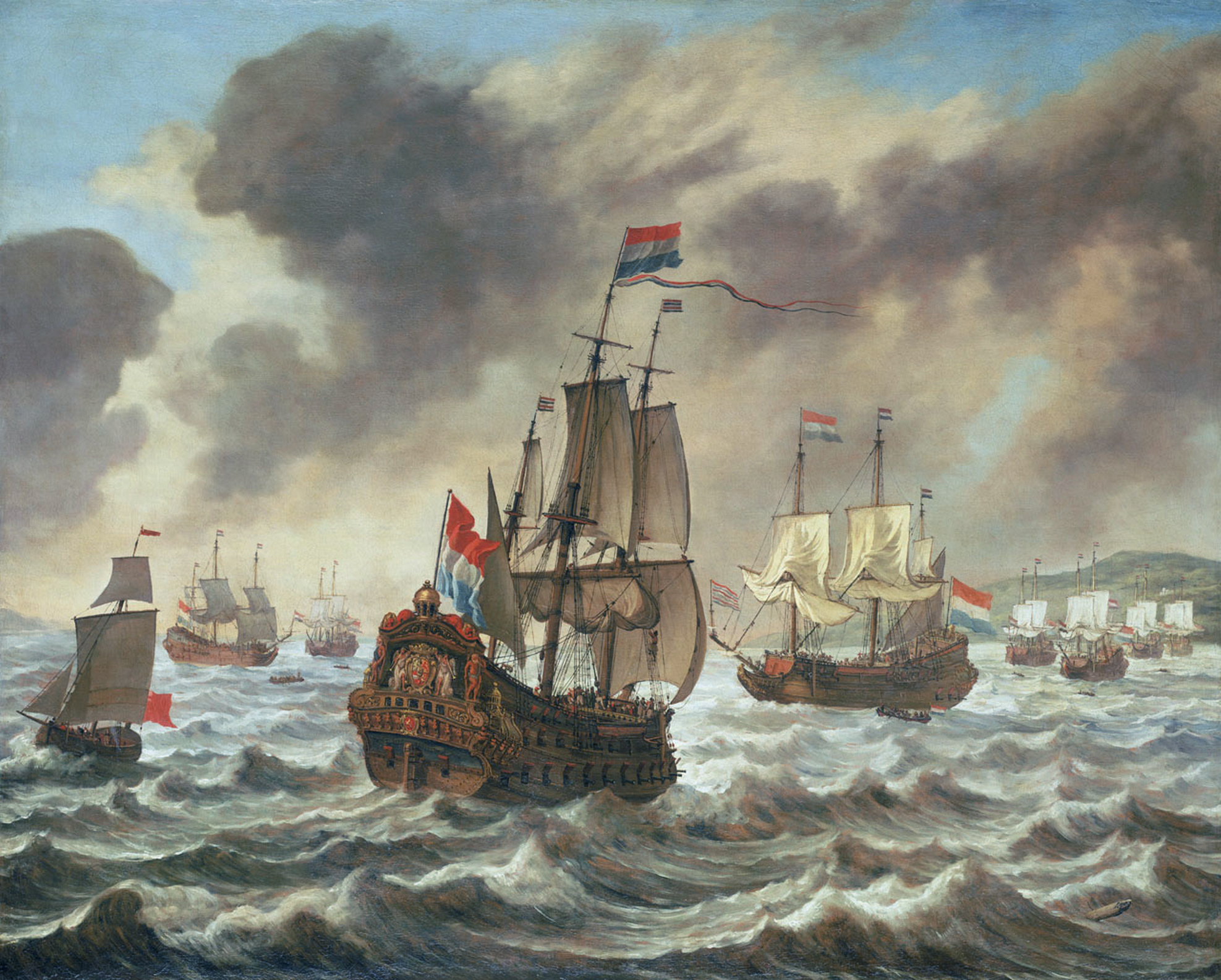
De Staatse vloot voor de Zeeslag bij Duins. De gewonnen zeeslag behoort tot de grootste Nederlandse overwinningen uit de zeventiende eeuw op het water. Door Reinier Nooms.

Spanje en Engeland hadden in 1630 vrede gesloten en sindsdien waren troepenverplaatsingen voor Spanje over zee betrekkelijk veilig. Tussen 1631 en 1637 waren ruim 16.000 soldaten via zee in de Nederlanden aangekomen. In 1639 was een nieuwe grote vloot met troepen en oorlogsschepen onderweg om de Nederlandse vloot te verslaan en verse troepen aan land te zetten. Het kwam tot een treffen tussen de Staatse vloot onder leiding van Maarten Tromp en deze 'tweede Spaanse Armada', tijdens de Zeeslag bij Duins, die Tromp won. Driekwart van de troepen wist desondanks vanuit Engeland de Spaanse Nederlanden te bereiken maar het was voor Spanje duidelijk dat de route over zee niet meer gebruikt kon worden om troepen aan te voeren. Daarnaast was de route over land ook niet meer begaanbaar sinds het afsnijden van de Spaanse weg met de Franse inname van Breisach in 1638. De Spaanse Nederlanden waren voorlopig op zichzelf aangewezen. Er gingen geluiden op in de Republiek om het veldleger in te krimpen na de twee teleurstellende jaren, maar de nieuwe situatie in de Spaanse Nederlanden gaf weer een reden om inkrimping uit te stellen.
In 1640 viel de Republiek Vlaanderen binnen en verkende de mogelijkheid Brugge in te nemen. Toen dat niet mogelijk leek, werd opnieuw een vergeefse poging gedaan om Hulst te veroveren. Hendrik Casimir, de Friese stadhouder, kwam hierbij om het leven. Frankrijk sloeg het Beleg van Atrecht (Arras). Spanje had de intentie om Maastricht te belegeren maar kon dit niet uitvoeren door het terugtrekken van de keizerlijke troepen van Piccolomini uit de Spaanse Nederlanden en de invasies van de Republiek en Frankrijk. Het stoppen van de Staatse invasie kreeg prioriteit waardoor Arras na een maand door de Fransen ingenomen kon worden.
Naast het verlies van Arras kreeg Spanje in 1640 te maken met een aantal andere catastrofes. Zo was er een Maaiersopstand in Catalonië, gesteund door Frankrijk, het verlies van Turijn in Italië aan Frankrijk, en het meest desastreus de opstand van Portugal. Deze tegenslagen zorgden voor enorme reputatieschade en brachten Spanjes tegenstanders veel optimisme. Ondanks de problemen op het Iberisch schiereiland werden de gelden die Madrid naar Brussel stuurde niet verminderd in de periode 1640-1642. Een groot leger in de Spaanse Nederlanden dwong tevens Frankrijk een groot leger in het noorden aan te houden. De focus van het Spaanse leger verschoof naar Frankrijk.

### Laatste krijgshandelingen en vredesbesprekingen

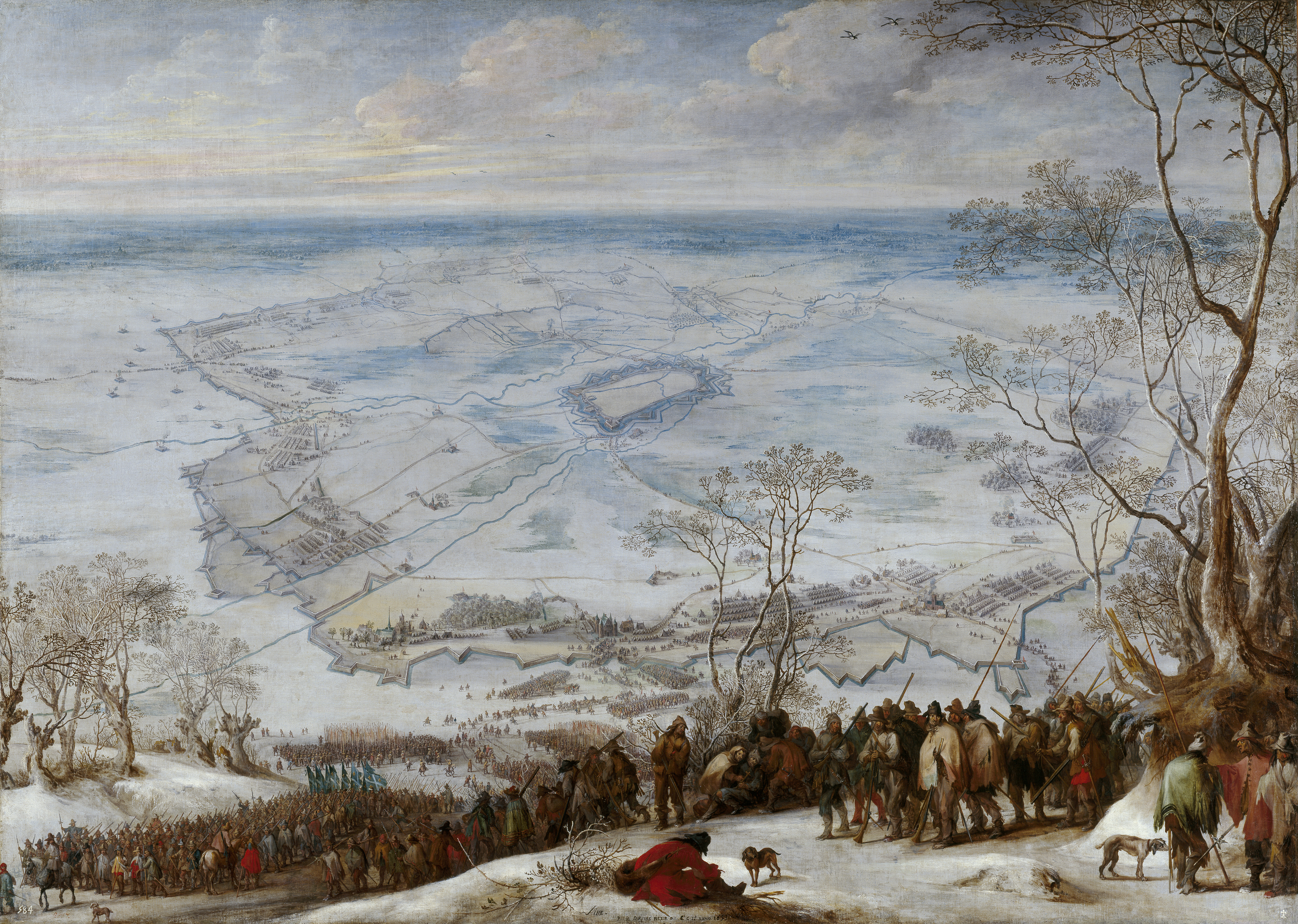
Beleg van Ariën in 1641. De stad werd in mei door Frankrijk ingenomen. In december werd het heroverd door het Spaanse leger onder De Melo. Door Peter Snayers.

De ernstig zieke Don Ferdinand, die in november 1641 overleed, werd op interim basis vervangen door Don Francisco de Melo. De opstanden van Catalonië en Portugal kregen nu prioriteit waardoor er minder geld uit Madrid kwam voor de Spaanse Nederlanden. Frederik Hendrik nam dat jaar Gennep in. Na de inname van Gennep trok Frederik Hendrik met het leger naar Noord-Vlaanderen maar de Spaanse stellingen bleken te sterk voor een aanval op Hulst of Brugge. De Fransen waren ondertussen Artesië binnengevallen en hadden Ariën, Lens, La Bassée en Bapaume ingenomen. Melo kon voorkomen dat Rijsel en Dowaai in Franse handen kwamen en kon Ariën in december terugpakken.
In 1642 maakte De Melo grote delen van de Franse gebiedswinsten ongedaan en behaalde grote overwinningen, zoals de Slag bij Honnecourt en de inname van La Bassée. Bij Honnecourt was een Frans leger vernietigend verslagen dus kon geen sprake meer zijn van een Frans-Staatse invasie. Frederik Hendrik besloot dat jaar over te gaan op een verdedigende strategie. Een aanbod tot onderhandelingen over vrede werd door Frederik Hendrik afgewezen.
Kardinaal De Richelieu was in december 1642 overleden en ook de gezondheid van de Franse koning Lodewijk XIII was zwak. Omdat Spanje bij te veel conflicten betrokken was stuurde Olivares opnieuw aan op vrede met de Republiek en Frankrijk. In de Republiek was al lange tijd een discussie gaande tussen een factie die de oorlog wilde voortzetten en een factie die vrede verlangde. De vredesfactie werd groter naarmate de jaren verstreken, de kosten toenamen en grote successen uitbleven. In 1643 werd onder zijn druk een troepenreductie bewerkstelligd. De interim landvoogd De Melo kwam dit te weten en bereidde daarom een aanval voor op Frankrijk omdat hij door de reductie niet hoefde te vrezen voor een Staatse aanval. De Melo wilde hiermee de druk op Frankrijk opvoeren om met een vrede in te stemmen nu de koning stervende was. Na zijn aanvankelijke successen tegen de Fransen het jaar tevoren, werd Francisco de Melo op 16 mei 1643 echter vernietigend verslagen in de Slag bij Rocroi.
Rocroi was een omkeerpunt in de oorlog. Het gros van de ervaren soldaten uit het Spaanse leger was gevangengenomen of gedood zodat het na 1643 niet meer mogelijk was vanuit de Spaanse Nederlanden een inval in Frankrijk te doen. De goede reputatie van het Spaanse leger lag aan diggelen en het was duidelijk dat Spanje door de problemen met de opstanden van het koninkrijk Portugal en Catalonië militair zeer verzwakt was. Na de slag zette Frankrijk het offensief voort en belegerde succesvol Thionville. Frederik Hendrik trachtte te profiteren van de problemen in het Spaanse leger. Toen hij naar Hulst trok werd hij echter weer geconfronteerd met het gros van het overgebleven Spaanse leger waarna Oranje met het leger weer vertrok.

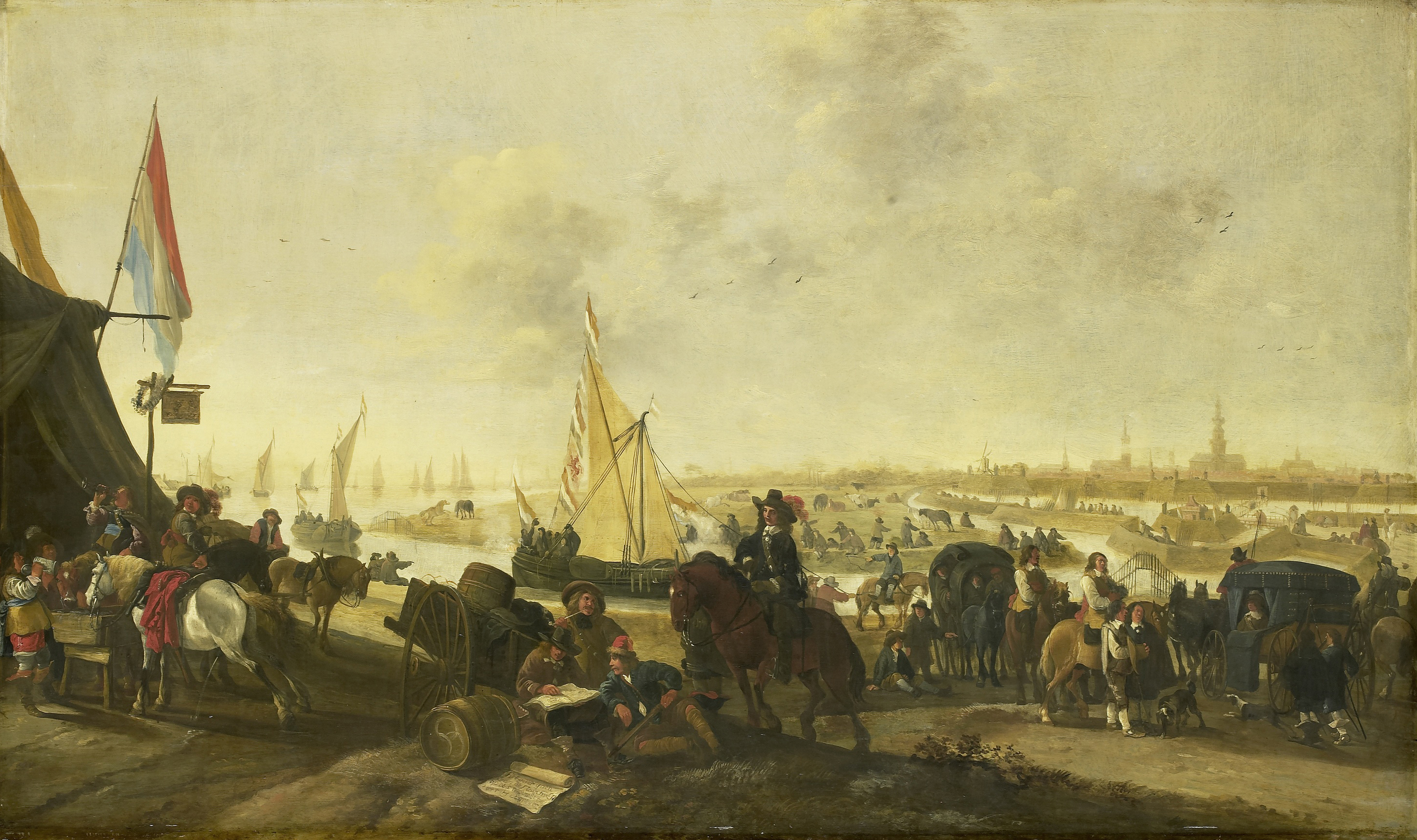
De verovering van Hulst, in 1645, door het Staatse leger. Door Hendrick de Meijer.

Het jaar erop werd weer ingezet op een Staatse aanval op Antwerpen. Wederom had De Melo een grote troepenmacht van 10.000 à 12.000 man in de nabijheid van de stad geplaatst zodat Antwerpen, Brugge en Gent gedekt waren. Frankrijk belegerde ondertussen Grevelingen. Frederik Hendrik zag zijn kans om Sas van Gent te belegeren. Na de inname van Grevelingen door de Fransen kwam De Melo met een ontzettingsleger maar het mocht niet baten. Sas van Gent werd ingenomen maar Frederik Hendrik was allerminst tevreden omdat zijn doel Antwerpen was. Op 20 september 1644 werd De Melo opgevolgd door Manuel de Castel Rodrigo.
Nog steeds wilde Frederik Hendrik Antwerpen innemen. Daartoe had Frederik Hendrik in 1645 voor elkaar gekregen dat het veldleger tot 30.000 man uitgebreid werd. Echter, toen hij te horen kreeg dat het Spaanse leger beschikte over een grotere cavalerie dan hijzelf, besloot Frederik Hendrik om niet het beleg van Antwerpen te slaan. De Fransen gingen ondertussen voortvarend te werk met het veroveren van enkele steden als Armentiers, Menen en Mardijk. Toen een Frans leger Frederik Hendrik te hulp schoot, kon hij het beleg van Hulst slaan. De situatie zag er somber uit voor het behoud van de Zuidelijke Nederlanden. Madrid wist dat er vrede gesloten moest worden om Antwerpen te houden. Een tweefrontenoorlog voeren was niet langer mogelijk.
De Franse veroveringen werden ook in de Republiek met argusogen gadegeslagen. Daardoor steeg in de Republiek de bereidheid tot het houden van vredesbesprekingen die zouden beginnen in 1646. In een laatste poging Antwerpen in te nemen werd opnieuw het leger uitgebreid en kreeg het versterking van Frankrijk. Door Spaanse inspanningen mislukte het Beleg van Antwerpen. De Fransen konden daardoor zonder veel weerstand enkele steden in het zuiden veroveren, waaronder Duinkerke met Staatse vlootondersteuning en Kortrijk. Frederik Hendrik deed een laatste poging om een stad te bemachtigen maar Venlo bleek niet haalbaar. Frederik Hendrik overleed in 1647 nadat zijn gezondheid al geruime tijd achteruit was gegaan. Hij werd opgevolgd door zijn zoon Willem II. Landvoogd van de Zuidelijke Nederlanden werd aartshertog Leopold van Oostenrijk.

## Vrede van Münster

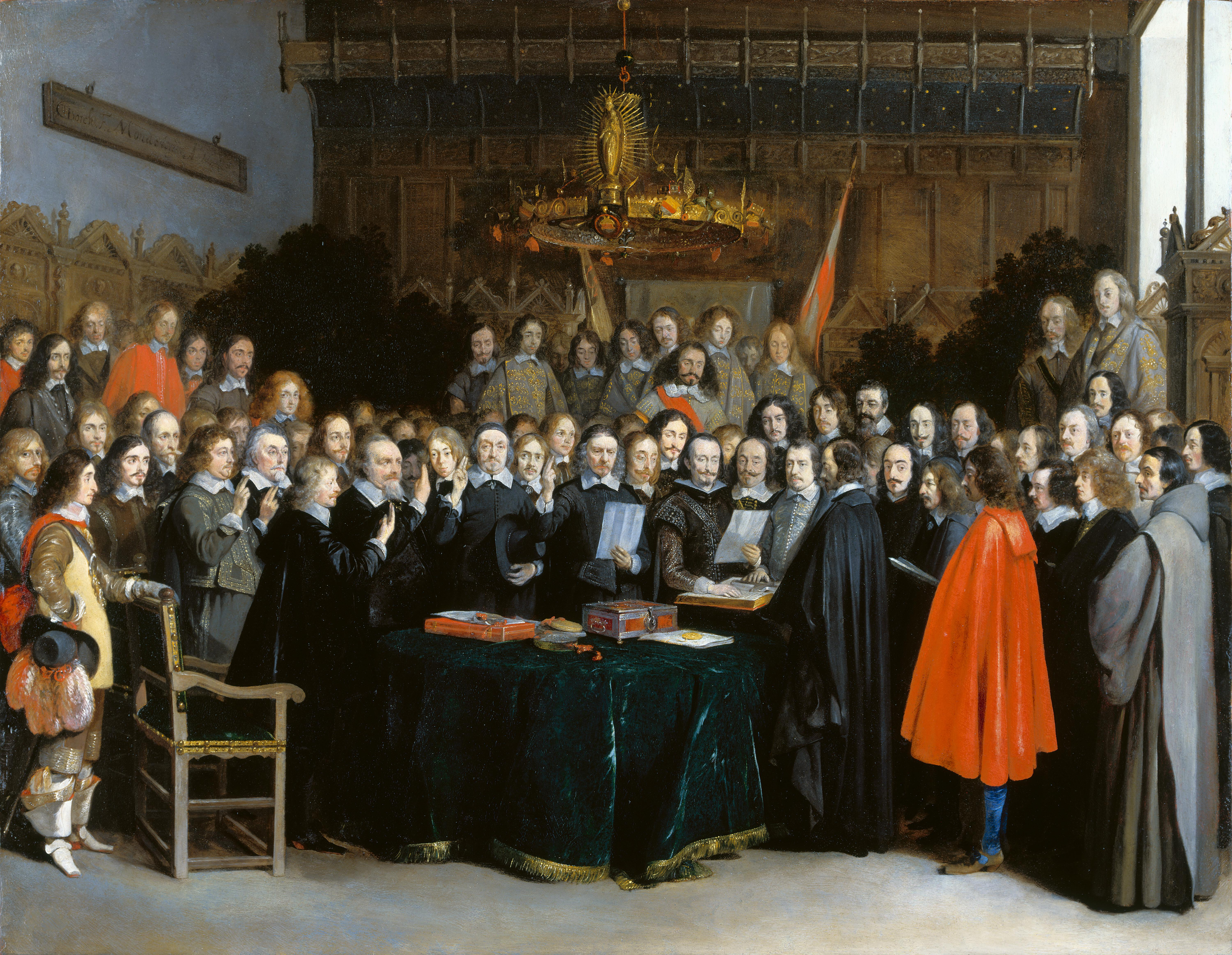
Met de Vrede van Münster in 1648 kwam een einde aan de Tachtigjarige Oorlog, door Gerard ter Borch.

In het verleden waren veel pogingen gedaan om een vrede tussen Spanje en de Republiek te sluiten. Steeds lukte het niet op twee punten: de soevereiniteit die Spanje niet wilde opgeven en de positie van de katholieken die Spanje veiliggesteld wilde hebben in de Republiek. Door de nijpende situatie wilde Spanje niet meer zo vasthouden aan deze standpunten. Een vrede met de Republiek moest komen tot elke prijs. Daarom was Spanje bereid tot het doen van grote concessies.
In 1644 was een groot vredescongres begonnen in de Westfaalse steden Münster en Osnabruck om de Dertigjarige Oorlog tussen Zweden, Frankrijk, Spanje en de keizer te beëindigen. Het was het eerste grote vredescongres in de West-Europese geschiedenis. Door de alliantie met Frankrijk kon de Republiek ook aanschuiven bij de besprekingen. Daar schoof de Republiek in 1646 bij aan en na een aantal weken van beraad met de Spaanse ambassadeurs was een eerste akkoord al bereikt, een wapenstilstand voor twintig jaar. Krachtens het alliantieverdrag met Frankrijk mocht de Republiek niet zelfstandig een vrede sluiten met Spanje. De Fransen stelden echter hoge eisen aan een vrede. De toegeeflijkheid van Spanje aan de Staatse eisen en het wantrouwen richting de Fransen leidden tot veel discussies in de Republiek, zowel in de regeringscolleges als op straat hoe hiermee moest worden omgegaan. Besloten werd om de Fransen bij een vrede te betrekken, maar mochten zij onredelijke eisen stellen dan zou de Republiek een afzonderlijke vrede sluiten.
In de tweede ronde van onderhandelingen werd gestreefd naar een vrede waarvan de voorlopige voorwaarden op 8 januari 1647 ondertekend werden. Met Frankrijk kon geen overeenstemming bereikt worden doordat de Fransen steeds met nieuwe eisen kwamen. De Staten besloten hierop buiten Frankrijk om vrede te sluiten met Spanje. Op 30 januari 1648 werd de definitieve vredestekst vastgesteld. Deze werd ter ondertekening naar Den Haag en Madrid gestuurd. Op 15 mei werd de vrede plechtig bezworen.
Overeengekomen werd dat de soevereiniteit van de Republiek door Spanje werd erkend, de Schelde werd 'gesloten' en de Vlaamse zeehavens werden belast met hoge importtarieven, veroveringen van de WIC en VOC in de Indiën werden gerespecteerd, de Meierij van 's-Hertogenbosch kwam toe aan de Republiek en er werd geen toegeving gedaan ten gunste van katholieken in de Republiek.
De Dertigjarige Oorlog werd datzelfde jaar in oktober beslecht. De Frans-Spaanse oorlog werd pas beëindigd met de vrede van de Pyreneeën in 1659.

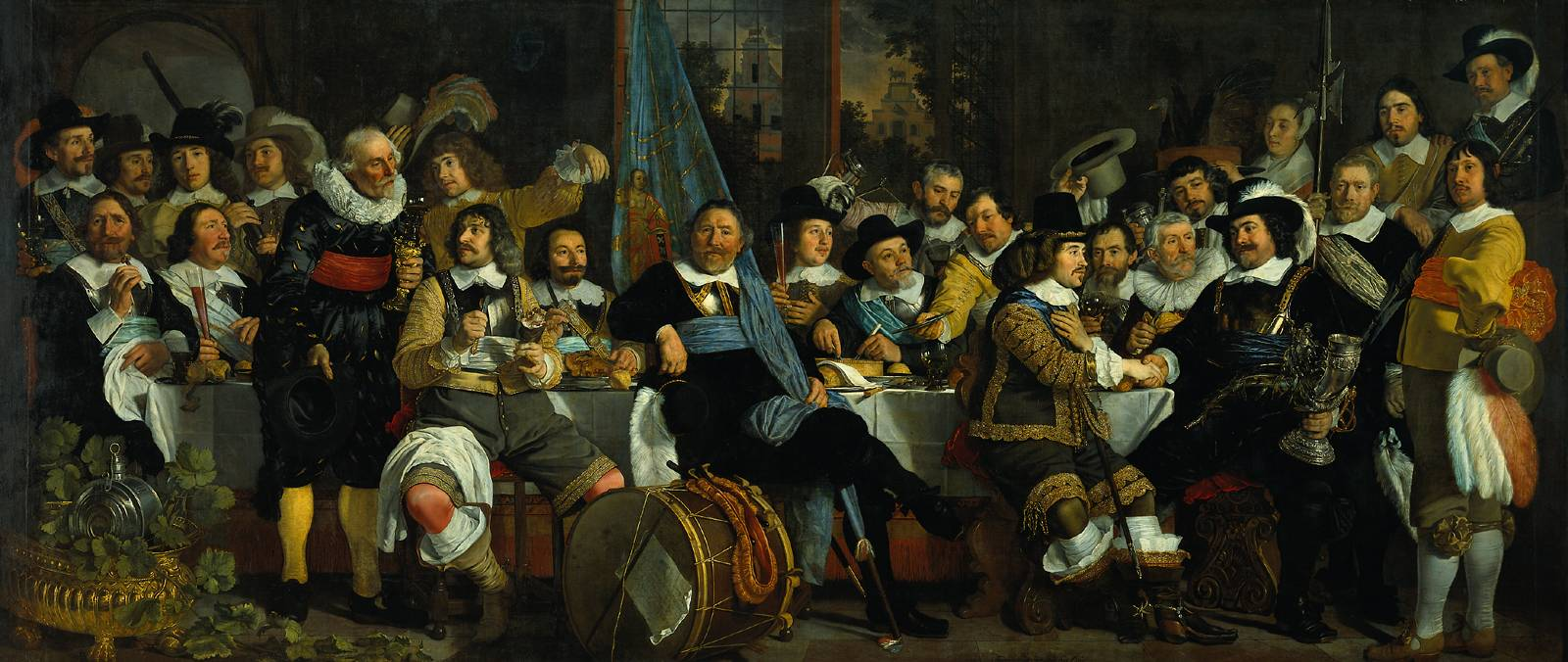
Schuttersmaaltijd ter viering van de Vrede van Munster, door Bartholomeus van der Helst in 1648.

## De vluchtelingenstroom uit de Zuidelijke Nederlanden

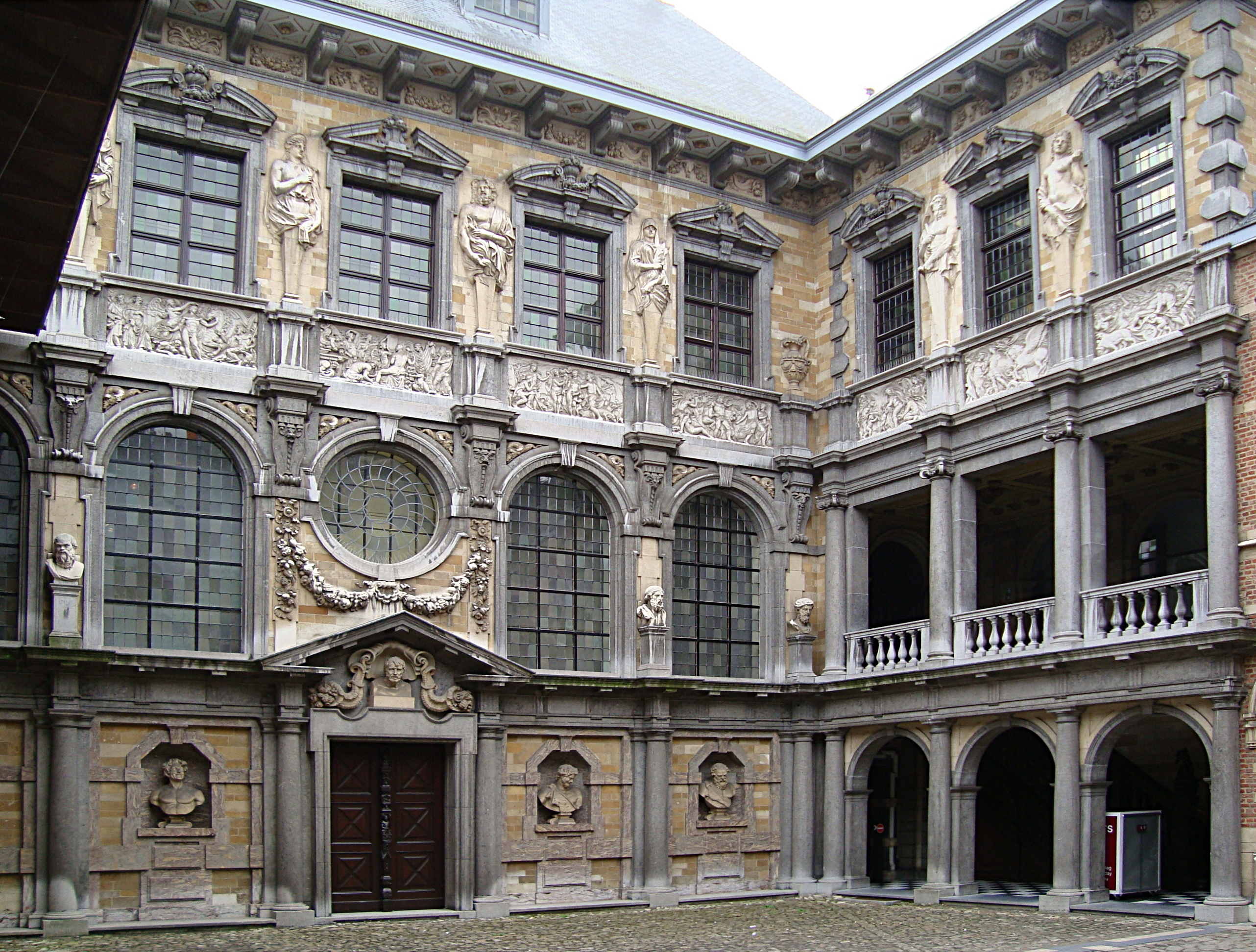
De binnenplaats van het Rubenshuis

De godsdienstige onverdraagzaamheid en de ellende die de oorlog meebracht, leidden tot migratiestromen in de Nederlanden, onder meer die van protestanten richting de Republiek der Zeven Verenigde Nederlanden (reeds in de jaren 1578-1588 toen deze formeel nog niet bestond), maar ook richting de andere omringende landen. Omgekeerd gingen de katholieken naar het zuiden.
De grootste beweging naar het noorden (vooral Holland) vond plaats in de jaren 1583-1585 tijdens de herovering door het regeringsleger van de grote Vlaamse en Brabantse steden (Ieper, Brugge, Gent, Brussel, Mechelen en vooral Antwerpen). Dankzij de instroom van deze veelal kapitaalkrachtigen en/of intellectuelen ging het economische en militaire overwicht verschuiven van de Zuidelijke naar de Noordelijke Nederlanden.
Terwijl in het noorden de Nederlandse 'Gouden Eeuw' aanbrak, waarvan veel uitgeweken zuiderlingen aan de basis lagen, kende het zuiden een Gouden Eeuw van Antwerpen. Zo werd bijvoorbeeld tussen 1611 en 1627 het Rubenshuis in Antwerpen gebouwd, door renovatie van een deels verwoest woonhuis uit 1550.
De massale inwijking van vluchtelingen, die in de Republiek een grote demografische verschuiving veroorzaakte, bracht naast economische, culturele en wetenschappelijke verrijking, ook sociale spanningen met zich mee.

## Latere visies op de Tachtigjarige Oorlog
Door diverse geschiedschrijvers is de Opstand verschillend beoordeeld. De eerste van hen was P.C. Hooft met zijn werk De Nederlandsche Historiën (1642-1647), dat de Opstand van 1555 tot 1587 beschreef. Hij poogde onpartijdig te schrijven door ook Spaanse bronnen te raadplegen.
In de zeventiende eeuw overheersten de geschriften van tijdgenoten het beeld van de Tachtigjarige Oorlog. Chroniqueurs als Bor en Van Meeteren, Hooft en De Groot, Aitzema en Baudartius konden uit de eerste hand vertellen. In de achttiende eeuw werd het verzamelen van bronnen uit de tijd van de Tachtigjarige Oorlog belangrijker. Met name de compilatie van Jan Wagenaar uit het midden van de achttiende eeuw werd een standaardwerk voor die tijd en hierdoor raakten de contemporaine schrijvers meer op de achtergrond.
In de negentiende eeuw werd de Tachtigjarige Oorlog weer uitgebreid onderzocht. Tot die tijd werd vooral gesproken van De Opstand of De Nederlandse Opstand. De naam Opstand slaat vooral op de eerste fase van de Tachtigjarige Oorlog, toen de Republiek nog niet bestond. In een studie uit 2004 spreekt historicus Arie van Deursen over De Opstand van 1572-1584. Robert Fruin merkte echter al in 1861 op dat geschiedschrijvers geneigd zijn slechts deze beginperiode uitvoerig te beschrijven tot de moord op Willem van Oranje in 1584, terwijl dit geenszins het keerpunt van de oorlog was, dat pas in 1588 kwam met de oprichting van de Republiek en de nederlaag van de Spaanse Armada, en na de Tien jaren daarna pas de Opstand (althans voor het Noorden) vrijwel gewonnen was.
Volgens de gereformeerde antirevolutionair Guillaume Groen van Prinsterer ging de Opstand erom hoe door Gods leiding het Nederlandse volk onder het huis Oranje-Nassau zijn vrijheid wist te verwerven. Dit kwam het duidelijkst naar voren in zijn Handboek der geschiedenis van het vaderland (1846).
De door Rankes historisme en Mills liberalisme beïnvloede Fruin, die als eerste de leerstoel vaderlandse geschiedenis van de Universiteit Leiden bekleedde, betrachtte een wetenschappelijke benadering van de Opstand, in tegenstelling tot de louter verhalende geschiedenis die tot dan toe gebruikelijk was. Fruin richtte zich daarbij hoofdzakelijk op twee perioden: Tien jaren uit den Tachtigjarigen Oorlog (1857) over 1588-1598 en Het voorspel van de Tachtigjarigen Oorlog (1859) over 1555-1568. In zijn werk is aanvankelijk wel enige staatsgezindheid te merken, later daarentegen orangisme.
De eveneens liberale Reinier Cornelis Bakhuizen van den Brink heeft een belangrijke bijdrage geleverd aan het onderzoek door het opzetten van het Rijksarchief. In 1857 vertaalde hij The Rise of the Dutch Republic (1856) van de Amerikaanse puriteinse historicus John Lothrop Motley.
In het midden van de negentiende eeuw deden ook de Belgen Louis-Prosper Gachard en Joseph Kervyn de Lettenhove grondig bronnenonderzoek naar de Tachtigjarige Oorlog, vooral in de Brusselse en Spaanse archieven.
Het katholieke antwoord op de protestantse en liberale geschiedschrijving kwam van Willem Jan Frans Nuyens, die stelde dat ook katholieken goede vaderlanders konden zijn en velen van hen ook meevochten tegen de Spanjaarden tijdens de Opstand. Nuyens' werk Geschiedenis der Nederlandsche Beroerten in de XVIe eeuw (Amsterdam, 1865-70, 8 delen) was belangrijk voor het (her)vinden van de rol van de Nederlandse katholieken in de Opstand en daarmee in de Nederlandse staat en droeg bij aan hun emancipatie.
De sociaaldemocraat Pieter Geijl bracht begin twintigste eeuw een vernieuwende visie op de Opstand, door te stellen dat deze inging tegen de logische loop der geschiedenis, waarin uiteindelijk elk volk zijn eigen staat zou moeten kunnen vestigen, terwijl dit voor een deel van wat Geijl zag als de Nederlandse stam, namelijk het zuidelijke oftewel de Vlamingen, niet opging. Geijl meende dat de Republiek door had moeten vechten om ook de Nederlandstalige gewesten van het latere België te veroveren, die in de jaren 1579-1585(-1604) verloren waren gegaan, zodat er een Dietse volksstaat zich had kunnen vestigen. Hij pleitte in de Groot-Nederlandse gedachte (1925, 1930) om de tijdens de Opstand verloren gegane Vlaams-Nederlandse eenheid te herstellen. Daarvoor moest de geschiedenis worden herschreven in Groot-Nederlandse zin, en Geijl trachtte dat in zijn werk Geschiedenis van de Nederlandsche Stam (1939-1962), waarin hij echter niet verder kwam dan het jaar 1798.